# فهرست کشورها بر پایه تاریخ شکل‌گیری

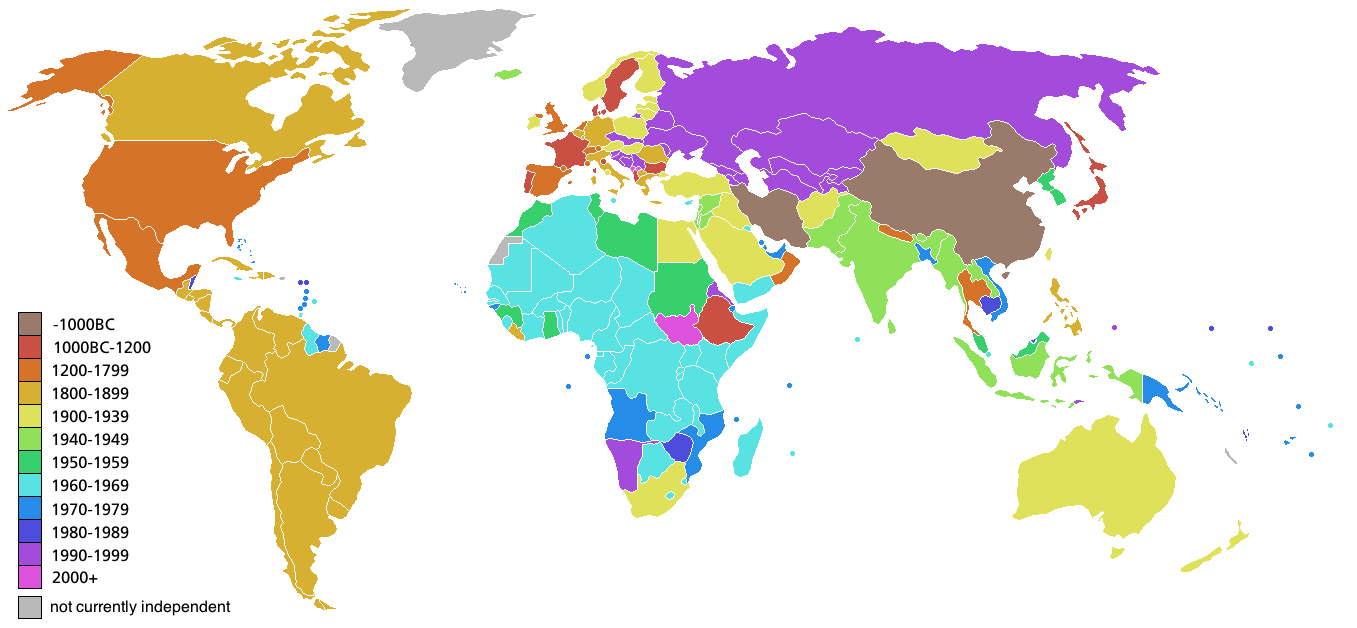
کشورها با سابقه کشور شدن

این فهرست تاریخ تاسیس کشورها به تفکیک قاره را نشان می‌دهد.

## فهرست

### آفریقا
| کشور                  | شکل‌گیری دولت فعلی | تاریخ استقلال                                                                                        | تاریخ جدیدترین تغییرات قابل توجه ارضی | |                | |
| تاریخ                 | رویداد            | تاریخ                                                                                                | رویداد                                | تاریخ | رویداد         | |
| --------------------- | ----------------- | --- | ------------------------------------- | --- | -------------- | --- |
| الجزایر               |                   | | ۳ ژانویه ۱۹۶۲                         | فرانسه نتیجه همه‌پرسی استقلال الجزایر را که دو روز پیش از آن برگزار شده بود به رسمیت می‌شناسد.                      |                | |
| آنگولا                |                   | | ۱۱ نوامبر ۱۹۷۵                        | استقلال از پرتغال                                                                                                 |                | |
| بنین                  |                   | | ۱ اوت ۱۹۶۰                            | استقلال از فرانسه                                                                                                 | ۱۵ ژانویه ۱۸۹۴ | تعیین مرزهای داهومی تحت‌الحمایه فرانسه در پایان جنگ دوم فرانسه-داهومی.                                        |
| سودان جنوبی           |                   | | ۹ ژانویه ۲۰۱۱                         | سودان نتیجه همه‌پرسی استقلال سودان جنوبی را به رسمیت می‌شناسد.                                                      |                | |
| بوتسوانا              |                   | | ۳۱ مارس ۱۸۸۵                          | تأسیس کشور بچوانالند تحت قیومیت بریتانیا                                                                          | ۱۸۹۴           | رساندن مرزهای شمال به انگامی‌لند                                                                              |
| بوتسوانا              | ۳۰ سپتامبر ۱۹۶۶   | استقلال از بریتانیا                                                                                  |                                       | | ۱۸۹۴           | رساندن مرزهای شمال به انگامی‌لند                                                                              |
| بورکینافاسو           |                   | | ۱۱ دسامبر ۱۹۵۸                        | *خودمختاری به دست آمده و جمهوری در جامعه فرانسوی- آفریقایی                                                        | ۴ سپتامبر ۱۹۴۷ | بازگشت به مرزهای مستعمراتی گذشته از ۱۹۱۹–۱۹۳۲                                                                |
| بورکینافاسو           | ۵ اوت ۱۹۶۰        | استقلال از فرانسه                                                                                    |                                       | | ۴ سپتامبر ۱۹۴۷ | بازگشت به مرزهای مستعمراتی گذشته از ۱۹۱۹–۱۹۳۲                                                                |
| بوروندی               | ۲۸ نوامبر ۱۹۶۶    | جایگزینی جمهوری به جای پادشاهی                                                                       | ۱ ژوئیه ۱۹۶۲                          | استقلال از بلژیک                                                                                                  |                | |
| کامرون                |                   | | ۱ ژانویه ۱۹۶۰                         | استقلال از فرانسه                                                                                                 | ۱ اکتبر ۱۹۶۱   | ادغام بخش کامرون بریتانیا با کامرون                                                                          |
| کیپ ورد               |                   | | ۵ ژوئیه ۱۹۷۵                          | استقلال از پرتغال                                                                                                 |                | |
| جمهوری آفریقای مرکزی  | ۱۹۷۹              | جایگزینی جمهوری به جای پادشاهی                                                                       | ۱ دسامبر ۱۹۵۸                         | جمهوری آفریقای مرکزی تبدیل به سرزمین خودمختار در جمهوری فرانسه می‌شود.                                             |                | |
| جمهوری آفریقای مرکزی  | ۱۹۷۹              | جایگزینی جمهوری به جای پادشاهی                                                                       | ۱۳ اوت ۱۹۶۰                           | استقلال از فرانسه                                                                                                 |                | |
| چاد                   |                   | | ۱۱ اوت ۱۹۶۰                           | استقلال از فرانسه                                                                                                 | ۳ فوریه ۱۹۹۴   | دادن نوار آئوزو به چاد                                                                                       |
| کومور                 |                   | | ۶ ژوئیه ۱۹۷۵                          | اعلام استقلال از فرانسه                                                                                           |                | |
| جمهوری دموکراتیک کنگو |                   | | ۱۸۸۴-۰۴-۲۲                            | ایالت آزاد کنگو به عنوان یک کشور مستقل به رسمیت شناخته شد                                                         |                | |
| جمهوری دموکراتیک کنگو | ۱۹۶۰-۰۶-۳۰        | استقلال از بلژیک                                                                                     |                                       | |                | |
| جمهوری کنگو           |                   | | ۱۹۶۰-۰۸-۱۵                            | استقلال از فرانسه                                                                                                 |                | |
| ساحل عاج              |                   | | ۱۹۵۸-۱۲-۰۴                            | جمهوری خودمختار در داخل جامعه فرانسه                                                                              |                | |
| ساحل عاج              | ۱۹۶۰-۰۸-۰۷        | استقلال از فرانسه                                                                                    |                                       | |                | |
| جیبوتی                |                   | | ۱۹۷۷-۰۶-۲۷                            | استقلال از فرانسه                                                                                                 |                | |
| گینه استوایی          |                   | | ۱۹۶۸-۱۰-۱۲                            | استقلال از اسپانیا                                                                                                |                | |
| اریتره                |                   | | ۱۹۹۳-۰۵-۲۴                            | استقلال از اتیوپی اعلام شد.                                                                                       | ۲۰۰۲-۰۴-۰۱     | کمیسیون مرز اریتره و اتیوپی (EEBC پس از جنگ اریتره و اتیوپی) حکم به اریتره بودن بادمه داد. رقابت توسط اتیوپی |
| اتیوپی                | ۱۹۷۵-۰۳-۲۱        | براندازی پادشاهی و جایگزینی با جمهوری.                                                               | ~800 B.C.                             | تشکیل دولت D'mt                                                                                                   | ۲۰۰۲-۰۴-۰۱     | کمیسیون مرز اریتره و اتیوپی (EEBC پس از جنگ اریتره و اتیوپی) حکم به اریتره بودن بادمه داد. رقابت توسط اتیوپی |
| گابن                  |                   | | ۱۹۶۰-۰۸-۱۷                            | |                | |
| گامبیا                |                   | | ۱۹۶۵-۰۲-۱۸                            | استقلال از بریتانیا                                                                                               |                | |
| غنا                   |                   | | ۱۹۵۷-۰۳-۰۶                            | استقلال از بریتانیا                                                                                               | ۱۹۵۶-۱۲-۱۳     | اتحادیه توگولند بریتانیا با ساحل طلا                                                                         |
| گینه                  |                   | | ۱۹۵۸-۱۰-۰۲                            | استقلال از فرانسه                                                                                                 |                | |
| گینه بیسائو           |                   | | ۱۹۷۳-۰۹-۲۴                            | اعلام استقلال از پرتغال                                                                                           |                | |
| گینه بیسائو           | ۱۹۷۴-۰۹-۱۰        | به رسمیت شناختن استقلال از پرتغال                                                                    |                                       | |                | |
| کنیا                  |                   | | ۱۹۶۳-۱۲-۱۲                            | استقلال از بریتانیا                                                                                               |                | |
| لسوتو                 |                   | | ۱۹۶۶-۱۰-۰۴                            | استقلال از بریتانیا                                                                                               | ۱۸۶۸-۰۳-۱۲     | منطقه ای که اکنون لسوتو امروزی است تحت سلطه بریتانیا قرار داشت                                               |
| لیبریا                |                   | | ۱۸۴۷-۰۷-۲۶                            | استقلال از ایالات متحده آمریکا                                                                                    |                | |
| لیبی                  | ۱۹۶۹-۰۹-۰۱        | جایگزینی جمهوری به جای پادشاهی                                                                       | ۱۹۵۱-۱۲-۲۴                            | استقلال از شورای قیمومت سازمان ملل متحد(دولت بریتانیا و فرانسه پس از پایان حکومت ایتالیا در سال1947               | ۱۹۸۴-۰۲-۱۳     | دادن نوار آئوزو به چاد                                                                                       |
| ماداگاسکار            |                   | | ۱۹۵۸-۱۰-۱۴                            | ماداگاسکار به عنوان ایالت خودمختار در داخل جامعه فرانسه ایجاد شد                                                  |                | |
| ماداگاسکار            | ۱۹۶۰-۰۶-۲۶        | فرانسه استقلال ماداگاسکار را به رسمیت می‌شناسد                                                        |                                       | |                | |
| مالاوی                |                   | | ۱۹۶۴-۰۷-۰۶                            | استقلال از بریتانیا                                                                                               |                | |
| مالی                  |                   | | ۱۹۵۸-۱۱-۲۵                            | از سودان فرانسه خودمختاری به دست آورد                                                                             | ۱۹۶۰-۰۸-۲۰     | سنگال از فدراسیون مالی جدا شد                                                                                |
| مالی                  | ۱۹۶۰-۰۹-۲۲        | استقلال از فرانسه                                                                                    |                                       | | ۱۹۶۰-۰۸-۲۰     | سنگال از فدراسیون مالی جدا شد                                                                                |
| موریتانی              |                   | | ۱۹۶۰-۱۱-۲۸                            | استقلال از فرانسه                                                                                                 | ۱۹۷۹-۰۸-۱۱     | خروج موریتانی از تیریس الغربیه (قسمتی از صحرای غربی)                                                         |
| موریس                 |                   | | ۱۹۶۸-۰۳-۱۲                            | استقلال از بریتانیا                                                                                               | ۱۹۶۵           | جدایی از مجمع‌الجزایر چاگوس                                                                                   |
| مراکش                 |                   | | ۱۹۵۶-۰۳-۰۲                            | استقلال از فرانسه                                                                                                 | ۱۹۶۹-۰۱-۰۴     | بازگشت ادریس یکم به مراکش                                                                                    |
| مراکش                 | ۱۹۵۶-۰۴-۰۷        | تحت الحمایه فرانسه رسماً کنار رفت                                                                     |                                       | | ۱۹۶۹-۰۱-۰۴     | بازگشت ادریس یکم به مراکش                                                                                    |
| موزامبیک              |                   | | ۱۹۷۵-۰۶-۲۵                            | استقلال از پرتغال                                                                                                 |                | |
| نامیبیا               |                   | | ۱۹۹۰-۰۳-۲۱                            | استقلال از حکومت آفریقای جنوبی                                                                                    | ۱۹۹۴-۰۳-۰۱     | والویس بی در نامیبیا ادغام شد                                                                                |
| نیجر                  |                   | | ۱۹۵۸-۱۲-۰۴                            | خودمختاری در جامعه فرانسوی                                                                                        |                | |
| نیجر                  | ۱۹۶۰-۰۸-۰۳        | استقلال از فرانسه                                                                                    |                                       | |                | |
| نیجریه                |                   | | ۱۹۶۰-۱۰-۰۱                            | استقلال از بریتانیا                                                                                               | ۱۹۷۰-۰۱-۱۵     | بیافرا دوباره در نیجریه ادغام شد                                                                             |
| نیجریه                | ۱۹۶۱-۰۶-۰۱        | کامرون های شمالی در نیجریه ادغام شده اند                                                             | ۱۹۶۰-۱۰-۰۱                            | استقلال از بریتانیا                                                                                               |                | |
| رواندا                |                   | | ۱۹۶۲-۰۷-۰۱                            | استقلال از بلژیک                                                                                                  |                | |
| سائوتومه و پرنسیپ     |                   | | ۱۹۷۵-۰۷-۱۲                            | استقلال از پرتغال                                                                                                 |                | |
| سنگال                 |                   | | ۱۹۶۰-۰۸-۲۰                            | استقلال از فرانسه                                                                                                 |                | |
| سیشل                  |                   | | ۱۹۷۶-۰۶-۲۹                            | استقلال از بریتانیا                                                                                               |                | |
| سیرالئون              |                   | | ۱۹۶۱-۰۴-۲۷                            | استقلال از بریتانیا                                                                                               |                | |
| سومالی                |                   | | ۱۹۶۰-۰۷-۰۱                            | ادغام ایالت سومالی لند(سومالی لند بریتانیا سابق) و سومالی لند ایتالیا                                             |                | |
| آفریقای جنوبی         | ۱۹۱۰-۰۵-۳۱        | قانونا: ادغام مجدد بانتوستان های اسماً مستقل اما به رسمیت شناخته نشده در آفریقای جنوبی پس از آپارتاید | ۱۹۳۱-۱۲-۱۱                            | اساسنامه وست مینستر، که وضعیت برابری قانونی را بین حاکمیت خودگردان اتحادیه آفریقای جنوبی و بریتانیا ایجاد می کند. | ۱۹۹۴-۰۴-۲۷     | عملا: جنوب غربی آفریقا اعلام استقلال کرد و نامیبیا را تشکیل داد                                              |
| آفریقای جنوبی         | ۱۹۱۰-۰۵-۳۱        | قانونا: ادغام مجدد بانتوستان های اسماً مستقل اما به رسمیت شناخته نشده در آفریقای جنوبی پس از آپارتاید | ۱۹۶۱-۰۵-۳۱                            | ایجاد اتحادیه خودمختار آفریقای جنوبی از مستعمرات جدا شده قبلی کیپ، ناتال، ترانسوال و رود اورنج                    | ۱۹۹۴-۰۴-۲۷     | عملا: جنوب غربی آفریقا اعلام استقلال کرد و نامیبیا را تشکیل داد                                              |
| سودان                 |                   | | ۱۹۵۶-۰۱-۰۱                            | استقلال از حکومت مصر و بریتانیا                                                                                   |                | |
| اسواتینی              |                   | | ۱۹۶۸-۰۹-۰۶                            | استقلال از بریتانیا                                                                                               |                | |
| تانزانیا              |                   | | ۱۹۶۱-۱۲-۰۹                            | استقلال تانگانیکا از بریتانیا                                                                                     | ۱۹۶۴-۰۴-۲۶     | ادغام زنگبار با تانگانیکا برای تشکیل تانزانیا                                                                |
| توگو                  |                   | | ۱۹۵۸-۰۸-۳۰                            | خودمختاری در اتحادیه فرانسه                                                                                       |                | |
| توگو                  | ۱۹۶۰-۰۴-۲۷        | استقلال از فرانسه                                                                                    |                                       | |                | |
| تونس                  | ۱۹۵۷-۰۷-۲۵        | اعلامیه جمهوری                                                                                       | ۱۹۵۶-۰۳-۲۰                            | استقلال از فرانسه                                                                                                 |                | |
| اوگاندا               |                   | | ۱۹۶۲-۰۳-۰۱                            | خود مختاری اعطا شد                                                                                                |                | |
| اوگاندا               | ۱۹۶۲-۱۰-۰۹        | استقلال از بریتانیا                                                                                  |                                       | |                | |
| زامبیا                |                   | | ۱۹۶۴-۱۰-۲۴                            | استقلال از بریتانیا                                                                                               |                | |
| زیمبابوه              |                   | | ۱۹۶۵-۱۱-۱۱                            | اعلام استقلال یکجانبه توسط رودزیای جنوبی                                                                          | ۱۹۰۱           | BSAC رودزیای شمال شرقی را از رودزیای جنوبی جدا می کند                                                        |
| زیمبابوه              | ۱۹۸۰-۰۴-۱۸        | استقلال از انگلستان را با نام زیمبابوه به رسمیت شناخت                                                |                                       | | ۱۹۰۱           | BSAC رودزیای شمال شرقی را از رودزیای جنوبی جدا می کند                                                        |

### آمریکا
| کشور                   | شکل‌گیری دولت فعلی | تاریخ استقلال                                                                                      | تاریخ جدیدترین تغییرات قابل توجه ارضی | |            | |
| تاریخ                  | رویداد            | تاریخ                                                                                              | رویداد                                | تاریخ | رویداد     | |
| ---------------------- | ----------------- | -------------------------------------------------------------------------------------------------- | ------------------------------------- | --- | ---------- | --- |
| آنتیگوآ و باربودا      |                   | | ۱۹۸۱-۱۱-۰۱                            | استقلال از بریتانیا                                                                                              |            | |
| آرژانتین               |                   | | ۱۸۱۰-۰۵-۲۵                            | انقلاب مه اولین دولت محلی را نصب کرد                                                                             |            | |
| آرژانتین               | ۱۸۱۶-۰۷-۰۹        | اعلامیه استقلال آرژانتین از اسپانیا.                                                               |                                       | |            | |
| آرژانتین               | ۱۸۲۱              | به رسمیت شناختن استقلال توسط اسپانیا                                                               |                                       | |            | |
| باهاما                 |                   | | ۱۹۶۴-۰۱-۰۷                            | خودمختاری داخلی اعطا شد                                                                                          |            | |
| باهاما                 | ۱۹۷۳-۰۷-۱۰        | استقلال از بریتانیا                                                                                |                                       | |            | |
| باربادوس               |                   | | ۱۹۶۶-۱۱-۳۰                            | استقلال از بریتانیا                                                                                              |            | |
| بلیز                   |                   | | ۱۹۸۱-۰۹-۲۱                            | استقلال از بریتانیا                                                                                              | ۱۸۵۹       | این معاهده مرز بین هندوراس بریتانیا و گواتمالا را ایجاد می کند                                             |
| بلیز                   | ۱۹۶۴-۰۱-۰۱        | مستعمره خودگردان                                                                                   |                                       | | ۱۸۵۹       | این معاهده مرز بین هندوراس بریتانیا و گواتمالا را ایجاد می کند                                             |
| بولیوی                 |                   | | ۱۸۲۵-۰۸-۰۶                            | جنگ استقلال بولیوی از اسپانیا.                                                                                   | ۱۹۰۳-۱۱-۱۱ | پیمان پتروپولیس با برزیل که به موجب آن بولیوی در ازای قلمرو اکری، زمین‌هایی را در ماتو گروسو به دست آورد.   |
| برزیل                  | ۱۸۸۹-۱۱-۱۵        | اعلام جمهوری                                                                                       | ۱۸۲۲-۰۹-۰۷                            | استقلال از پادشاهی متحده پرتغال، برزیل و آلگاروه اعلام شد                                                        | ۱۹۰۳-۱۱-۱۱ | امضای معاهده پتروپولیس با بولیوی که به موجب آن برزیل قلمرو اکری را در ازای اراضی در ماتو گروسو واگذار کرد. |
| برزیل                  | ۱۸۸۹-۱۱-۱۵        | اعلام جمهوری                                                                                       | ۱۸۲۵-۰۸-۲۹                            | استقلال به رسمیت شناخته شده توسط پادشاهی پرتغال                                                                  | ۱۹۰۳-۱۱-۱۱ | امضای معاهده پتروپولیس با بولیوی که به موجب آن برزیل قلمرو اکری را در ازای اراضی در ماتو گروسو واگذار کرد. |
| کانادا                 | ۱۸۶۷-۰۷-۰۱        | استقلال اسمی (وضعیت سلطه) اعطا شد و به عنوان یک فدراسیون تأسیس شد                                  | ۱۹۳۱-۱۲-۱۱                            | اساسنامه وست مینستر 1931                                                                                         | ۱۹۹۹-۰۴-۰۱ | قلمرو نوناووت که بر اساس ادعای زمین بومی ایجاد شده است از دو سوم مساحت سرزمین‌های شمال غربی است.            |
| شیلی                   | ۱۸۱۰-۰۹-۱۸        | حکومت اول حکومت شیلی را یک جمهوری خودمختار در داخل اسپانیا اعلام کرد                               | ۱۸۱۸-۰۲-۱۲                            | اعلام استقلال از اسپانیا                                                                                         | ۱۹۲۹-۰۷-۰۳ | شیلی در معاهده لیما به منطقه آریکا اعطا کرد                                                                |
| شیلی                   | ۱۸۱۰-۰۹-۱۸        | حکومت اول حکومت شیلی را یک جمهوری خودمختار در داخل اسپانیا اعلام کرد                               | ۱۸۴۴-۰۴-۲۵                            | استقلال شیلی توسط اسپانیا به رسمیت شناخته می‌شود                                                                  | ۱۹۲۹-۰۷-۰۳ | شیلی در معاهده لیما به منطقه آریکا اعطا کرد                                                                |
| کلمبیا                 |                   | | ۱۸۱۰-۰۷-۱۰                            | اعلام استقلال از اسپانیا                                                                                         | ۱۹۰۳-۱۱-۰۳ | قلمرو حاکمیت زیر نظر مجلس مؤسسان ملی سازماندهی شد.                                                         |
| کلمبیا                 | ۱۸۱۹-۰۸-۰۷        | استقلال کلمبیا توسط اسپانیا به رسمیت شناخته می‌شود                                                  |                                       | | ۱۹۰۳-۱۱-۰۳ | قلمرو حاکمیت زیر نظر مجلس مؤسسان ملی سازماندهی شد.                                                         |
| کاستاریکا              |                   | | ۱۸۲۱-۰۹-۱۵                            | اعلام استقلال کاستاریکا از جمهوری فدرال آمریکای مرکزی                                                            | ۱۸۲۴-۰۷-۲۵ | پارتی نیکویا                                                                                               |
| کاستاریکا              | ۱۸۳۸-۱۱-۱۵        | استقلال از جمهوری فدرال آمریکای مرکزی                                                              |                                       | | ۱۸۲۴-۰۷-۲۵ | پارتی نیکویا                                                                                               |
| کوبا                   | ۱۹۵۹-۰۱-۰۱        | انقلاب کوبا                                                                                        | ۱۸۶۸-۱۰-۱۰                            | از سال 1868 تا 1898 چندین جنگ علیه اسپانیا اعلام شد که با حمایت نظامی ایالات متحده از انقلاب کوبا به پایان رسید. |            | |
| کوبا                   | ۱۹۵۹-۰۱-۰۱        | انقلاب کوبا                                                                                        | ۱۸۹۸-۱۲-۱۰                            | اسپانیا در جنگ علیه ایالات متحده شکست می خورد و اشغال نظامی کوبا توسط ایالات متحده آغاز می شود.                  |            | |
| کوبا                   | ۱۹۵۹-۰۱-۰۱        | انقلاب کوبا                                                                                        | ۱۹۰۲-۰۵-۲۰                            | اشغال نظامی ایالات متحده پایان یافت                                                                              |            | |
| دومینیکا               |                   | | ۱۹۶۷-۰۲-۲۷                            | تبدیل شدن به یک عضو همراه با بریتانیا                                                                            |            | |
| دومینیکا               | ۱۹۷۸-۱۱-۰۳        | استقلال از انگلستان                                                                                |                                       | |            | |
| جمهوری دومینیکن        |                   | | ۱۸۶۵-۰۳-۰۳                            | استقلال پس از جنگ اعاده استقلال دومینیکن از اسپانیا به دست آمد                                                   |            | |
| اکوادور                | ۱۸۰۹-۰۸-۱۰        | | ۱۸۲۲-۰۵-۲۴                            | استقلال کلمبیای بزرگ که اکوادور بخشی از آن است                                                                   | ۱۹۴۲-۰۲-۲۶ | پیمان ریو به مناقشه مرزی با پرو پایان داد                                                                  |
| اکوادور                | ۱۸۰۹-۰۸-۱۰        | ۱۸۳۰-۰۵-۱۳                                                                                         | انحلال کلمبیای بزرگ                   | | ۱۹۴۲-۰۲-۲۶ | پیمان ریو به مناقشه مرزی با پرو پایان داد                                                                  |
| السالوادور             |                   | | ۱۸۲۱-۰۹-۱۵                            | السالوادور در جمهوری فدرال آمریکای مرکزی که استقلال خود را از اسپانیا اعلام کرد، به ایالت تبدیل شد               |            | |
| السالوادور             | ۱۸۴۱-۰۲-۰۲        | السالوادور خود را یک جمهوری مستقل اعلام کرد و به جمهوری فدرال آمریکای مرکزی پایان داد              |                                       | |            | |
| گرنادا                 |                   | | ۱۹۶۷-۰۲-۲۷                            | عضو همراه بریتانیا                                                                                               |            | |
| گرنادا                 | ۱۹۷۴-۰۲-۰۷        | استقلال کامل از انگلستان                                                                           |                                       | |            | |
| گواتمالا               |                   | | ۱۸۲۱-۰۹-۱۵                            | گواتمالا در جمهوری فدرال آمریکای مرکزی که استقلال خود را از اسپانیا اعلام کرد، به ایالت تبدیل شد                 |            | |
| گواتمالا               | ۱۸۳۹-۰۴-۱۷        | استقلال از جمهوری فدرال آمریکای مرکزی اعلام شد                                                     |                                       | |            | |
| گویان                  |                   | | ۱۹۶۶-۰۵-۲۶                            | استقلال از انگلستان                                                                                              |            | |
| هائیتی                 | ۱۹۸۷–۰۳           | قانون اساسي                                                                                        | ۱۸۰۴-۰۱-۰۱                            | مستعمره سنت-دومینگو فرانسوی به عنوان هائیتی استقلال یافت.                                                        | ۱۸۴۴-۰۲-۲۷ | جمهوری دومینیکن از هائیتی استقلال یافت                                                                     |
| هندوراس                |                   | | ۱۸۲۱-۰۹-۱۵                            | هندوراس در جمهوری فدرال آمریکای مرکزی که استقلال خود را از اسپانیا اعلام کرد، به ایالت تبدیل شد                  | ۱۹۷۲-۰۹-۰۱ | جزایر سوان از اشغال ایالات متحده به هندوراس بازگشت                                                         |
| هندوراس                | ۱۸۳۸-۱۰-۲۶        | استقلال از جمهوری فدرال آمریکای مرکزی اعلام شد                                                     |                                       | | ۱۹۷۲-۰۹-۰۱ | جزایر سوان از اشغال ایالات متحده به هندوراس بازگشت                                                         |
| جامائیکا               |                   | | ۱۹۶۲-۰۸-۰۶                            | استقلال از انگلستان                                                                                              |            | |
| مکزیک                  | ۱۹۱۷              | قانون اساسي                                                                                        | ۱۸۱۰-۰۹-۱۶                            | استقلال از اسپانیا اعلام شد                                                                                      | ۱۸۵۳-۱۲-۳۰ | گادستن پرچس                                                                                                |
| مکزیک                  | ۱۹۱۷              | قانون اساسي                                                                                        | ۱۸۲۱-۰۸-۲۴                            | استقلال توسط اسپانیا در معاهده کوردوبا به رسمیت شناخته شد                                                        | ۱۸۵۳-۱۲-۳۰ | گادستن پرچس                                                                                                |
| نیکاراگوئه             |                   | | ۱۸۲۱-۰۹-۱۵                            | نیکاراگوئه در جمهوری فدرال آمریکای مرکزی که استقلال خود را از اسپانیا اعلام کرد، به ایالت تبدیل شد               |            | |
| نیکاراگوئه             | ۱۸۳۸-۱۱-۰۵        | استقلال از جمهوری فدرال آمریکای مرکزی اعلام شد                                                     |                                       | |            | |
| پاناما                 |                   | | ۱۹۰۳-۱۱-۰۳                            | جدایی پاناما از کلمبیا                                                                                           | ۱۹۷۹-۱۰-۱  | ایالات متحده منطقه کانال پاناما را به پاناما بازگرداند                                                     |
| پاراگوئه               | ۱۹۹۲–۰۶           | قانون اساسی دموکراتیک                                                                              | ۱۸۱۱-۰۵-۱۴                            | استقلال از اسپانیا اعلام شد                                                                                      | ۱۹۳۸       | پاراگوئه بخش بزرگی از گرن چاکو را در نتیجه جنگ چاکو از دست داد                                             |
| پرو                    |                   | | ۱۸۲۱-۰۷-۲۸                            | استقلال از اسپانیا اعلام شد                                                                                      | ۱۹۴۲-۰۲-۲۶ | پیمان ریو به مناقشه مرزی با اکوادور پایان داد                                                              |
| پرو                    | ۱۸۷۹              | استقلال از اسپانیا به رسمیت شناخته شد                                                              |                                       | | ۱۹۴۲-۰۲-۲۶ | پیمان ریو به مناقشه مرزی با اکوادور پایان داد                                                              |
| سنت کیتس و نویس        |                   | | ۱۹۶۷-۰۲-۲۷                            | عضو همراه بریتانیا                                                                                               | ۱۹۸۰-۱۲-۱۹ | آنگویلا از سنت کریستوفر-نویس-آنگویلا جدا شد                                                                |
| سنت کیتس و نویس        | ۱۹۸۳-۰۹-۱۹        | استقلال از انگلستان                                                                                |                                       | | ۱۹۸۰-۱۲-۱۹ | آنگویلا از سنت کریستوفر-نویس-آنگویلا جدا شد                                                                |
| سنت لوسیا              |                   | | ۱۹۶۷-۰۲-۲۷                            | ایالتی مرتبط |            | |
| سنت لوسیا              | ۱۹۷۹-۰۲-۲۲        | استقلال از انگلستان                                                                                |                                       | |            | |
| سنت وینسنت و گرنادین‌ها |                   | | ۱۹۶۹-۱۰-۲۷                            | ایالتی مرتبط |            | |
| سنت وینسنت و گرنادین‌ها | ۱۹۷۹-۱۰-۲۷        | استقلال از انگلستان                                                                                |                                       | |            | |
| سورینام                |                   | | ۱۹۵۴-۱۲-۱۵                            | خودگردانی اعطا شد                                                                                                |            | |
| سورینام                | ۱۹۷۵-۱۱-۲۵        | استقلال از هلند                                                                                    |                                       | |            | |
| ترینیداد و توباگو      |                   | | ۱۹۶۲-۰۸-۳۱                            | استقلال از انگلستان                                                                                              |            | |
| ایالات متحده آمریکا    | ۱۷۸۷-۰۹-۱۷        | تصویب قانون اساسی ایالات متحده آمریکا جایگزین اصول کنفدراسیون قبلی و ایجاد یک سیستم جدید حکومتی شد | ۱۷۷۶-۰۷-۰۴                            | استقلال از بریتانیا                                                                                              | ۱۹۵۹-۰۸-۲۱ | پذیرش هاوایی در اتحادیه                                                                                    |
| ایالات متحده آمریکا    | ۱۷۸۷-۰۹-۱۷        | تصویب قانون اساسی ایالات متحده آمریکا جایگزین اصول کنفدراسیون قبلی و ایجاد یک سیستم جدید حکومتی شد | ۱۷۸۳-۰۹-۰۳                            | استقلال از بریتانیا به رسمیت شناخته شد                                                                           | ۱۹۵۹-۰۸-۲۱ | پذیرش هاوایی در اتحادیه                                                                                    |
| اروگوئه                |                   | | ۱۸۲۵-۰۸-۲۵                            | استقلال اعلام شد، به اتحاد با استان های متحد ریو د لا پلاتا (آرژانتین فعلی) پیوست. (اعلام استقلال از برزیل)      |            | |
| اروگوئه                | ۱۸۲۸-۰۸-۲۷        | امضای معاهده مونته ویدئو و به رسمیت شناختن استقلال اروگوئه                                         |                                       | |            | |
| ونزوئلا                |                   | | ۱۸۱۱-۰۷-۰۵                            | استقلال از اسپانیا اعلام شد                                                                                      |            | |
| ونزوئلا                | ۱۸۳۰-۰۱-۱۳        | خوزه آنتونیو پائز رئیس جمهور ونزوئلا را از کلمبیای بزرگ مستقل اعلام کرد                            |                                       | |            | |

### آسیا
| کشور              | شکل‌گیری دولت فعلی | تاریخ استقلال | تاریخ جدیدترین تغییرات قابل توجهی ارضی | |            | |
| تاریخ             | رویداد            | تاریخ | رویداد                                 | تاریخ | رویداد     | |
| ----------------- | ----------------- | --- | -------------------------------------- | --- | ---------- | --- |
| آبخاز             | ۱۹۲۱-۰۳-۳۱        | تأسیس جمهوری سوسیالیستی شوروی آبخاز | ۱۹۹۲-۰۷-۲۳                             | اعلام استقلال از اتحاد جماهیر شوروی.                                                                                       | ۲۰۰۸-۰۸-۲۶ | استقلال توسط روسیه به رسمیت شناخته شد |
| افغانستان         | ۲۰۲۱-۸-۱۵         | پس از هجوم طالبان (۱۴۰۰) و سقوط کابل، محمداشرف غنی از کشور گریخت و دولت جمهوری اسلامی افغانستان سقوط کرد و طالبان مجدداً امارت اسلامی افغانستان را تاسیس کرد. | ۱۹۱۹-۰۸-۲۰                             | پیمان راولپندی کنترل امور افغانستان را از بریتانیا به افغانستان برگرداند.                                                  |            | |
| ارمنستان          | ۱۹۱۸-۰۵-۲۸        | تأسیس جمهوری ارمنستان | ۱۹۹۰-۰۸-۲۳                             | اعلام استقلال از اتحاد جماهیر شوروی.                                                                                       | ۱۹۳۶-۱۲-۰۵ | تأسیس جمهوری سوسیالیستی ارمنستان شوروی |
| ارمنستان          | ۱۹۹۱-۰۹-۲۱        | استقلال توسط اتحاد جماهیر شوروی به رسمیت شناخته شد | ۱۹۹۰-۰۸-۲۳                             | اعلام استقلال از اتحاد جماهیر شوروی.                                                                                       | ۱۹۳۶-۱۲-۰۵ | تأسیس جمهوری سوسیالیستی ارمنستان شوروی |
| جمهوری آذربایجان  | ۱۹۱۸-۰۵-۲۸        | تاسیس جمهوری دموکراتیک آذربایجان | ۱۹۹۱-۱۰-۱۸                             | اعلامیه استقلال از اتحاد جماهیر شوروی                                                                                      | ۱۹۲۰-۰۴-۲۸ | تاسیس جمهوری سوسیالیستی آذربایجان شوروی |
| بحرین             |                   | | ۱۹۷۱-۰۸-۱۵                             | استقلال از انگلستان | ۱۵۲۱-۰۷-۰۱ | فتح قلمرو کنونی توسط پرتغالی ها |
| بنگلادش           |                   | | ۱۹۷۱-۰۳-۲۶                             | استقلال از پاکستان اعلام شد.                                                                                               |            | |
| بوتان (کشور)      |                   | | ۱۸۸۵                                   | اوگین وانگچاک به دوره جنگ داخلی پایان داد و بوتان را متحد کرد                                                              | ۱۸۶۵-۱۱-۱۱ | معاهده سینچولا |
| برونئی            |                   | | ۱۹۸۴-۰۱-۰۱                             | برونئی پس از توافق با بریتانیا در 4 ژانویه 1979 استقلال خود را به دست آورد                                                 |            | |
| کامبوج            |                   | | ۱۹۸۹-۰۹-۲۶                             | از اشغال ویتنام رها می شود. نام خود را به جای جمهوری خلق کمپوچیا عوض میکند                                                 |            | |
| چین               | ۱۹۴۹-۱۰-۰۱        | تأسیس جمهوری خلق چین (PRC) به عنوان جنگ داخلی چین به پایان خود نزدیک می شود                                                                                  | 221 B.C.                               | ملت اولین بار توسط دودمان چه‌این متحد شد                                                                                    | ۱۹۹۹-۱۲-۲۰ | انتقال حاکمیت ماکائو از پرتغال به جمهوری خلق چین |
| گرجستان           | ۱۹۱۸-۰۵-۲۶        | تاسیس جمهوری دموکراتیک گرجستان | ۱۹۹۱-۰۴-۰۹                             | استقلال از اتحاد جماهیر شوروی اعلام شد                                                                                     | ۱۹۹۲-۰۷-۲۳ | آبخاز تاکید کرد که استقلال خود را از اتحاد جماهیر شوروی اعلام کرده است |
| گرجستان           | ۱۹۱۸-۰۵-۲۶        | تاسیس جمهوری دموکراتیک گرجستان | ۱۹۹۱-۰۴-۰۹                             | استقلال از اتحاد جماهیر شوروی اعلام شد                                                                                     | ۱۹۹۱-۱۱-۲۸ | اوستیای جنوبی از گرجستان اعلام استقلال کرد |
| هند               | ۱۹۵۰-۰۱-۲۶        | قانون اساسی هند لازم الاجرا شد | ۱۹۴۷-۰۸-۱۵                             | استقلال از بریتانیا | ۱۹۷۵-۰۵-۱۶ | الحاق دامن، دیو + سیکیم به هند |
| اندونزی           | ۱۹۴۵-۰۸-۱۸        | تصویب قانون اساسی اندونزی توسط کمیته مقدماتی استقلال اندونزی                                                                                                 | ۱۹۴۵-۰۸-۱۷                             | اعلامیه استقلال اندونزی از هلند                                                                                            | ۲۰۰۲-۰۵-۲۰ | استقلال تیمور شرقی، که قبلا به عنوان یکی از استان های اندونزی اداره می شد |
| اندونزی           | ۱۹۴۵-۰۸-۱۸        | تصویب قانون اساسی اندونزی توسط کمیته مقدماتی استقلال اندونزی                                                                                                 | ۱۹۴۹-۱۲-۲۷                             | استقلال از هلند به رسمیت شناخته شد                                                                                         | ۲۰۰۲-۰۵-۲۰ | استقلال تیمور شرقی، که قبلا به عنوان یکی از استان های اندونزی اداره می شد |
| ایران             | ۱۹۷۹-۰۲-۱۱        | انقلاب ایران با پایان سلطنت شاهنشاهی و تأسیس جمهوری اسلامی                                                                                                   | ۵۵۰ قبل از میلاد                       | کشور ایران به وسیله کوروش‌کبیر یکپارچه شد و حکومت هخامنشیان تأسیس گردید.                                                    | ۱۹۸۸-۰۸-۲۰ | جنگ ایران و عراق با آزادی تمام سرزمین‌های از دست رفتهٔ ایران پایان یافت. |
| عراق              | ۲۰۰۳-۰۳-۲۰        | عراق شکست خورد و توسط آمریکا اشغال شد. دولت جدید شکل گرفت.                                                                                                   | ۱۹۳۲-۱۰-۰۳                             | پادشاهی عراق | ۱۹۹۱-۰۲-۲۸ | کویت توسط آمریکا آزاد شد |
| ژاپن              | ۱۹۴۷-۰۵-۰۳        | لازم الاجرا شدن قانون اساسی ژاپن که به موجب آن امپراتور از اختیارات خود محروم می شود و لیبرال دموکراسی برقرار می شود.                                        | ۱۹۵۲-۰۴-۲۸                             | لازم‌الاجرا شدن قرارداد سان فرانسیسکو، که به موجب آن جنگ جهانی دوم رسماً پایان یافت و استقلال ژاپن دوباره به دست آمد         | ۱۹۷۲-۰۵-۱۴ | بازگشت جزایر ریوکیو به ژاپن و لغو اداره مدنی ایالات متحده جزایر ریوکیو |
| اردن              |                   | | ۱۹۴۶-۰۵-۲۵                             | پایان قیومیت بریتانیا بر اردن                                                                                              | ۱۹۹۴-۱۰-۲۶ | امضای پیمان صلح اسرائیل و اردن که به موجب آن بیشتر منطقه مورد مناقشه 400 کیلومتر مربعی در عربه به اردن بازگردانده شد.                                                                  |
| قزاقستان          |                   | | ۱۹۹۱-۱۲-۱۶                             | استقلال قزاقستان از شوروی به رسمیت شناخته می‌شود                                                                            |            | |
| کویت              |                   | | ۱۹۹۱-۰۲-۲۸                             | پایان اشغال عراق (جنگ خلیج فارس)                                                                                           | ۱۹۶۹-۱۲-۱۸ | تقسیم رسمی منطقه بی طرف عربستان و کویت |
| قرقیزستان         |                   | | ۱۹۹۱-۰۸-۳۱                             | استقلال از اتحاد جماهیر شوروی                                                                                              |            | |
| لائوس             |                   | | ۱۹۴۹-۰۷-۱۹                             | استقلال از فرانسه |            | |
| لبنان             | ۱۹۲۶-۰۵-۲۳        | تشکیل جمهوری لبنان | ۱۹۴۱-۱۱-۲۶                             | استقلال از فرانسه | ۱۹۲۰-۰۹-۰۱ | فرانسه کشور لبنان بزرگ را با مرزهای فعلی ایجاد می کند |
| لبنان             | ۱۹۲۶-۰۵-۲۳        | تشکیل جمهوری لبنان | ۱۹۴۳-۱۱-۲۲                             | استقلال از فرانسه به رسمیت شناخته شد                                                                                       | ۱۹۲۰-۰۹-۰۱ | فرانسه کشور لبنان بزرگ را با مرزهای فعلی ایجاد می کند |
| مالزی             |                   | | ۱۹۵۷-۰۸-۳۱                             | استقلال مالایی از بریتانیا در میدان مردکا، کوالالامپور (میدان استقلال) اعلام شد                                            | ۱۹۶۵-۰۸-۰۹ | سنگاپور پس از شورش های نژادی 1964 از فدراسیون اخراج شد. |
| مالزی             | ۱۹۶۳-۰۹-۱۶        | مالزی پس از ادغام مالایی، صباح و ساراواک در یک کشور مستقل تشکیل شد.                                                                                          |                                        | | ۱۹۶۵-۰۸-۰۹ | سنگاپور پس از شورش های نژادی 1964 از فدراسیون اخراج شد. |
| مالدیو            |                   | | ۱۹۶۵-۰۷-۲۶                             | استقلال از بریتانیا |            | |
| مغولستان          |                   | | ۱۹۱۱-۱۲-۲۹                             | اعلام استقلال مغولستان از دودمان چینگ چین                                                                                  |            | |
| میانمار           |                   | | ۱۹۴۸-۰۱-۰۴                             | میانمار (برمه) استقلال خود را از امپراتوری بریتانیا اعلام کرد.                                                             | ۱۹۵۶       | امضای معاهده مرزی با جمهوری خلق چین. |
| نپال              | ۲۰۰۸-۰۵-۲۸        | تشکیل جمهوری | ۱۷۶۸-۱۲-۲۱                             | اتحاد نپال | ۱۸۱۵-۱۲-۰۲ | پیمان سوگاولی به جنگ گورکا پایان داد |
| کره شمالی         |                   | | ۱۹۴۸-۰۹-۰۹                             | اعلامیه تشکیل کره شمالی | ۱۹۵۳-۰۷-۲۷ | آتش بس در جنگ کره مرز جنوبی را در امتداد خط مرزی نظامی ایجاد می کند |
| عمان              | ۲۰۰۳-۱۰-۴         | حق رای عمومی | ۱۶۵۰-۰۱-۲۶                             | اخراج پرتغالی ها |            | |
| پاکستان           |                   | | ۱۹۴۷-۰۸-۱۴                             | استقلال از انگلستان و چندپارگی هندوستان، ایجاد حکومت پاکستان                                                               | ۱۹۷۱-۱۲-۱۶ | دفاکتو: استان پاکستان شرقی پس از تسلیم شدن نیروی زمینی پاکستان در پایان جنگ آزادی‌بخش بنگلادش منحل شد.                                                                                  |
| پاکستان           | ۱۹۷۴-۰۲-۲۲        | دوژور: به رسمیت شناختن بنگلادش توسط پاکستان به عنوان یک کشور مستقل که به موجب آن پاکستان به طور قطع ادعاهای خود را بر استان سابق پاکستان شرقی تسلیم می کند.  | ۱۹۴۷-۰۸-۱۴                             | استقلال از انگلستان و چندپارگی هندوستان، ایجاد حکومت پاکستان                                                               |            | |
| فیلیپین           | ۱۹۳۵-۱۱-۳۰        | مشترک المنافع فیلیپین از طریق مفاد قانون تایدینگز-مک دافی و قانون جونز تأسیس شده است.                                                                        | ۱۸۹۸-۰۶-۱۲                             | اولین جمهوری فیلیپین خود را از امپراتوری اسپانیا مستقل اعلام کرد.                                                          | ۱۹۳۰       | ترتل ایلندز توسط بریتانیا به ایالات متحده آمریکا به عنوان جانشین سلطان نشین سولو بازگردانده شد و بخشی از فیلیپین شد. سه جزیره باقی مانده به پارک ملی جزایر لاک پشت (مالزی) تبدیل شدند. |
| فیلیپین           | ۱۹۳۵-۱۱-۳۰        | مشترک المنافع فیلیپین از طریق مفاد قانون تایدینگز-مک دافی و قانون جونز تأسیس شده است.                                                                        | ۱۹۴۶-۰۷-۰۴                             | ایالات متحده در 4 ژوئیه استقلال را بر اساس مفاد معاهده مانیل به رسمیت شناخت. قانون اساسی 1935 فیلیپین به قوت خود باقی است. | ۱۹۳۰       | ترتل ایلندز توسط بریتانیا به ایالات متحده آمریکا به عنوان جانشین سلطان نشین سولو بازگردانده شد و بخشی از فیلیپین شد. سه جزیره باقی مانده به پارک ملی جزایر لاک پشت (مالزی) تبدیل شدند. |
| قطر               |                   | | ۱۹۷۱-۰۹-۰۳                             | استقلال از بریتانیا |            | |
| عربستان سعودی     | ۱۹۳۲-۰۹-۲۳        | مناطق احساء، قطیف، نجد و حجاز متحد شدند تا به عربستان سعودی تبدیل شوند                                                                                       | ۱۹۲۷-۰۵-۲۰                             | پادشاهی حجاز و نجد در معاهده جده مستقل شناخته شدند                                                                         | ۲۰۰۰-۰۶-۱۲ | نهایی شدن مرز با یمن در معاهده جده. |
| سنگاپور           |                   | | ۱۹۵۹-۰۶-۰۳                             | خودگردانی بریتانیا |            | |
| سنگاپور           | ۱۹۶۵-۰۸-۰۹        | جدایی از مالزی |                                        | |            | |
| اوستیای جنوبی     | ۱۹۹۱-۱۱-۲۸        | | ۱۹۹۱-۱۱-۲۸                             | به رسمیت شناختن استقلال روسیه                                                                                              | ۲۰۰۸-۰۸-۲۶ | استقلال توسط روسیه به رسمیت شناخته شد. |
| کره جنوبی         |                   | | ۱۹۴۸-۰۸-۱۵                             | تاسیس جمهوری اول کره | ۱۹۵۳-۰۷-۲۷ | آتش بس در جنگ کره مرزشمالی را در امتداد خط مرزی نظامی ایجاد می کند. |
| سری‌لانکا          |                   | | ۱۹۴۸-۰۲-۰۴                             | قلمروی امپراتوری بریتانیا                                                                                                  |            | |
| سری‌لانکا          | ۱۹۷۲-۰۵-۲۲        | استقلال کامل از بریتانیا |                                        | |            | |
| سوریه             |                   | | ۱۹۶۱-۰۹-۲۸                             | پایان جمهوری متحده عربی |            | |
| تایوان            | ۱۹۱۱-۱۰-۱۰        | پس از انقلاب شین‌های، جمهوری چین رسماً جایگزین سلسله چینگ شد.                                                                                                  | ۱۹۴۹-۱۲-۰۷                             | دولت تایوان پس از جنگ داخلی چین به تایوان نقل مکان کرد                                                                     | ۱۹۵۵-۰۲-۲۵ | خروج تایوان از مجمع الجزایر داخن. |
| تاجیکستان         |                   | | ۱۹۹۱-۰۹-۰۹                             | استقلال از شوروی |            | |
| تایلند            |                   | | ۱۷۷۶                                   | اخراج برمه ها و اتحاد مجدد تایلند                                                                                          | ۱۹۰۹-۰۳-۱۰ | پیمان آنگلو-سیامی ۱۹۰۹ |
| تیمور شرقی        |                   | | ۱۹۷۵-۱۱-۲۸                             | تیمور شرقی استقلال خود را اعلام می کند اما توسط حمله اندونزی سرکوب می شود.                                                 |            | |
| تیمور شرقی        | ۲۰۰۲-۰۵-۲۰        | این استقلال پس از اقدام خود تعیین سرنوشت توسط سازمان ملل در سال 1999 توسط جامعه بین المللی به رسمیت شناخته شد.                                               |                                        | |            | |
| ترکمنستان         |                   | | ۱۹۹۱-۱۰-۲۷                             | استقلال از شوروی |            | |
| امارات متحده عربی |                   | | ۱۹۷۱-۱۲-۰۲                             | پایان روابط معاهده با بریتانیا                                                                                             | ۱۹۷۲-۰۲-۱۱ | پیوستن رأس‌الخیمه به امارات |
| ازبکستان          |                   | | ۱۹۹۱-۰۸-۳۱                             | اعلام استقلال از شوروی |            | |
| ویتنام            |                   | |                                        | | ۱۹۷۶-۰۷-۰۲ | اتحاد مجدد ویتنام شمالی و ویتنام جنوبی |
| یمن               |                   | | ۱۹۹۰-۰۵-۲۲                             | اتحاد یمن شمالی و یمن جنوبی                                                                                                | ۱۹۹۰-۰۵-۲۲ | اتحاد یمن شمالی و یمن جنوبی |

### اروپا
| کشور            | شکل‌گیری دولت فعلی | تاریخ استقلال | تاریخ جدیدترین تغییرات قابل توجهی ارضی | |                            | |
| تاریخ           | رویداد            | تاریخ | رویداد                                 | تاریخ | رویداد                     | |
| --------------- | ----------------- | --- | -------------------------------------- | --- | -------------------------- | --- |
| آلبانی          |                   | | ۱۹۱۲-۱۱-۲۸                             | اعلام استقلال از امپراتوری عثمانی |                            | |
| آلبانی          | ۱۹۴۴-۱۱-۲۸        | دولت آلبانی پس از اشغال ایتالیا / آلمان دوباره تأسیس شد                                                                        |                                        | |                            | |
| آندورا          |                   | | ۱۸۱۳                                   | واژگونی الحاق آندورا توسط امپراتوری اول فرانسه، از طریق جنگ شبه جزیره |                            | |
| اتریش           |                   | | ۱۹۵۵-۰۵-۱۵                             | معاهده استقلال اتریش اتریش را مجدداً به عنوان یک کشور مستقل تأسیس کرد | ۱۹۲۱-۱۲-۱۴                 | شهر شوپرون پس از همه‌پرسی به مجارستان پیوست. |
| بلاروس          |                   | | ۱۹۹۰-۰۷-۲۷                             | اعلامیه حاکمیت دولتی جمهوری سوسیالیستی شوروی بلاروس | ۱۹۴۵                       | خط کرزن |
| بلاروس          | ۱۹۹۱-۰۸-۲۵        | استقلال توسط اتحاد جماهیر شوروی به رسمیت شناخته شد                                                                             |                                        | | ۱۹۴۵                       | خط کرزن |
| بلژیک           | ۱۸۳۱-۰۷-۲۱        | پادشاه لئوپولد یکم بلژیک با سوگند وفاداری به قانون اساسی کشور را تبدیل به پادشاهی مشروطه کرد.                                  | ۱۸۳۰-۱۰-۰۴                             | استقلال توسط دولت موقت اعلام می شود. | ۱۹۱۹-۰۶-۲۸                 | پیمان ورسای و الحاق کانتون شرقی |
| بوسنی و هرزگوین |                   | | ۱۹۹۲-۰۳-۰۵                             | اعلام استقلال | ۱۹۴۳-۱۱-۲۵                 | تأسیس بوسنی در جمهوری فدرال سوسیالیستی یوگسلاوی |
| بلغارستان       | ۱۹۸۹-۱۱-۱۰        | جمهوری خلق بلغارستان با جمهوری بلغارستان جایگزین شد                                                                            | ۶۸۱                                    | امپراتوری روم شرقی بلغارستان را به رسمیت می شناسد. | ۱۹۴۰-۰۹-۰۷                 | تحت جوایز وین، دوبروجای جنوبی به بلغارستان بازگردانده شد. |
| کرواسی          |                   | | ۱۹۹۱-۱۰-۸                              | از جمهوری فدرال سوسیالیستی یوگسلاوی |                            | |
| قبرس            |                   | | ۱۹۶۰-۰۸-۱۶                             | استقلال از انگلستان |                            | |
| جمهوری چک       |                   | | ۱۹۹۳-۰۱-۰۱                             | تجزیه چکسلواکی، ایجاد جمهوری چک و اسلواکی |                            | |
| دانمارک         | ۱۹۵۳-۰۶-۰۵        | قانون اساسی دانمارک | 958, or prior.                         | در سنگ‌های یلینگ، یک جفت سنگ رونی که به‌عنوان «گواهی تولد» دانمارک شناخته می‌شود، آمده است: «پادشاه هارالد دستور ساخت این بنای تاریخی را داد که تمام دانمارک و نروژ را برای خود به دست آورد و دانمارکی‌ها را مسیحی کرد». | ۱۹۲۰-۰۶-۱۵                 | یوتلند جنوبی از آلمان بازپس گرفته شد |
| استونی          | ۱۹۱۸-۰۲-۲۴        | اعلامیه استقلال استونی، که به موجب آن یک جمهوری اعلام شد.                                                                      | ۱۹۱۸-۰۲-۲۴                             | اعلام استقلال از امپراتوری روسیه | ۱۹۲۰-۰۷-۰۱                 | دوژور: امضای معاهده مرزی استونی و لتونی به موجب آن والگا به استونی واگذار شد. |
| استونی          | ۱۹۱۸-۰۲-۲۴        | اعلامیه استقلال استونی، که به موجب آن یک جمهوری اعلام شد.                                                                      | ۱۹۹۱-۰۸-۲۰                             | استقلال (از اتحاد جماهیر شوروی) مجدداً تأیید شد، پایان اشغال | ۱۹۴۵-۰۱-۰۱                 | دفاکتو: ساحل شرقی رود ناروا و شهرستان پت سری به جمهوری سوسیالیستی فدراتیو روسیه شوروی منتقل شدند. |
| فنلاند          | ۱۸۰۹              | رژیم پوروو، تولد فنلاند به عنوان یک بخش اداری خودمختار در امپراتوری روسیه.                                                     | ۱۹۱۷-۱۲-۰۶                             | اعلام استقلال از امپراتوری روسیه | ۱۹۵۶                       | پورککالانیمی از کنترل شوروی بازگشت. . |
| فنلاند          | ۱۸۰۹              | رژیم پوروو، تولد فنلاند به عنوان یک بخش اداری خودمختار در امپراتوری روسیه.                                                     | ۱۹۱۸-۰۱-۰۳                             | استقلال از روسیه توسط بالاترین نهاد اجرایی شوروی - کمیته اجرایی مرکزی تمام روسیه به رسمیت شناخته شده است . | ۱۹۵۶                       | پورککالانیمی از کنترل شوروی بازگشت. . |
| فرانسه          | ۱۸۷۰-۰۹-۰۴        | استقرار یک حکومت جمهوری بادوام که در قوانین فرانسه مداوم درنظر گرفته میشود.                                                    | ۴۹۶                                    | امپراتوری فرانک به اولین دولت مسیحی پس از سقوط امپراتوری روم تبدیل شد. | ۱۹۴۷-۰۲-۱۰                 | فرانسه متروپل: الحاق روستاهای تند، لابریگ و دیگر روستاهای سابق در ایتالیا |
| فرانسه          | ۱۹۵۸-۱۰-۰۵        | استقرار نظام نیمه ریاستی فعلی به نام جمهوری پنجم                                                                               | ۸۴۳                                    | ایجاد پادشاهی فرانسه (فرانک باختری)، پیمان وردون. | ۱۹۶۲-۰۷-۰۵                 | قلمروهای فرادریایی فرانسه: از دست دادن بخش های فرانسوی در الجزایر به دنبال استقلال الجزایر |
| آلمان           | ۱۸۷۱-۰۱-۱۸        | قلمرو آلمان (امپراتوری) تاسیس شد.                                                                                              | ۱۹۵۵-۰۵-۰۵                             | آلمان (که در آن زمان معمولاً آلمان غربی نامیده می شد) کاملاً مستقل اعلام شد. | ۱۹۹۰-۱۰-۰۳                 | اتحاد آلمان غربی و جمهوری دموکراتیک آلمان |
| یونان           | ۱۹۷۵              | جمهوری سوم یونان | ۱۸۲۱-۰۳-۲۵ ۱۸۳۲-۰۳-۰۴                  | اعلام استقلال یونان از امپراتوری عثمانی استقلال یونان از امپراتوری عثمانی به رسمیت شناخته شد. | ۱۹۴۷-۰۲-۱۰                 | پیمان صلح با ایتالیا دودکانسا را به یونان اعطا می کند. |
| مجارستان        | ۱۹۸۹-۱۰-۲۳        | جمهوری خلق مجارستان با جمهوری مجارستان جایگزین شد.                                                                             | ۱۸۴۹-۰۴-۱۴                             | اعلام استقلال از امپراتوری هابسبورگ | ۱۹۴۷-۰۲-۱۰                 | با معاهده صلح پاریس، مجارستان تمام سرزمین هایی را که با جوایز وین و در طول جنگ جهانی دوم بازپس گرفته شده بودند از دست می دهد، بنابراین به مرزهای 1920 باز می گردد (به جز سه روستا در شمال غربی که به چکسلواکی داده شد). |
| مجارستان        | ۱۹۸۹-۱۰-۲۳        | جمهوری خلق مجارستان با جمهوری مجارستان جایگزین شد.                                                                             | ۱۹۹۱-۰۶-۱۹                             | پایان 46 سال اشغال شوروی. | ۱۹۴۷-۰۲-۱۰                 | با معاهده صلح پاریس، مجارستان تمام سرزمین هایی را که با جوایز وین و در طول جنگ جهانی دوم بازپس گرفته شده بودند از دست می دهد، بنابراین به مرزهای 1920 باز می گردد (به جز سه روستا در شمال غربی که به چکسلواکی داده شد). |
| ایسلند          | ۹۳۰               | تاسیس مشترک المنافع ایسلند. | ۱۹۴۴-۰۶-۱۷                             | از اتحاد با دانمارک به طور رسمی به عنوان یک جمهوری مستقل جدا می شود. | ۱۹۷۲-۰۹-۰۱                 | هیچ تغییر سرزمینی در خشکی صورت نگرفته است، با این حال گسترش منطقه انحصاری اقتصادی چنان تغییر مهمی در قلمرو برای ایسلند بود که شایسته گنجاندن ویژه در اینجا است.                                                         |
| ایسلند          | ۹۳۰               | تاسیس مشترک المنافع ایسلند. | ۱۹۴۶                                   | خروج آخرین نیروهای اشغالگر ایالات متحده. | ۱۹۷۲-۰۹-۰۱                 | هیچ تغییر سرزمینی در خشکی صورت نگرفته است، با این حال گسترش منطقه انحصاری اقتصادی چنان تغییر مهمی در قلمرو برای ایسلند بود که شایسته گنجاندن ویژه در اینجا است.                                                         |
| جمهوری ایرلند   | ۱۹۱۹-۰۱-۲۱        | پارلمان منتخب ایرلند دایل ایرین به طور یکجانبه استقلال ایرلند از بریتانیا را اعلام کرد.                                        | ۱۹۲۲-۱۲-۰۶                             | دولت آزاد ایرلند طبق توافقنامه بر اساس مفاد پیمان انگلیس و ایرلند از بریتانیا جدا شد اما تحت سلطه امپراتوری بریتانیا باقی می ماند.                                                                                   | ۱۹۲۲-۱۲-۰۸                 | ایرلند شمالی از دولت آزاد ایرلند جدا می شود و بر اساس قانون 1922 دولت آزاد ایرلند (قانون اساسی) به بریتانیا می پیوندد.                                                                                                  |
| جمهوری ایرلند   | ۱۹۱۹-۰۱-۲۱        | پارلمان منتخب ایرلند دایل ایرین به طور یکجانبه استقلال ایرلند از بریتانیا را اعلام کرد.                                        | ۱۹۳۱-۱۲-۱۱                             | اساسنامه وست مینستر استقلال قانونگذاری را از بریتانیا اعطا می کند | ۱۹۲۲-۱۲-۰۸                 | ایرلند شمالی از دولت آزاد ایرلند جدا می شود و بر اساس قانون 1922 دولت آزاد ایرلند (قانون اساسی) به بریتانیا می پیوندد.                                                                                                  |
| جمهوری ایرلند   | ۱۹۱۹-۰۱-۲۱        | پارلمان منتخب ایرلند دایل ایرین به طور یکجانبه استقلال ایرلند از بریتانیا را اعلام کرد.                                        | ۱۹۴۹-۰۴-۱۸                             | قانون جمهوری ایرلند 1948 دولت را به عنوان یک جمهوری اعلام می کند و بنابراین دیگر به هیچ وجه تابع ولیعهد بریتانیا نیست.                                                                                               | ۱۹۲۲-۱۲-۰۸                 | ایرلند شمالی از دولت آزاد ایرلند جدا می شود و بر اساس قانون 1922 دولت آزاد ایرلند (قانون اساسی) به بریتانیا می پیوندد.                                                                                                  |
| ایتالیا         | ۱۸۶۱-۰۳-۱۷        | یگانگی ایتالیا | ۱۹۴۵-۰۴-۲۵                             | تأسیس جمهوری سوسیالیستی ایتالیا تحت حمایت آلمان که به موجب آن وحدت و استقلال دولت ایتالیا احیا می شود. | ۱۹۷۵-۱۱-۱۰                 | امضای معاهده اوسیمو که قلمرو آزاد تریسته را بین ایتالیا و یوگسلاوی تقسیم می کند. |
| کوزوو           |                   | | ۲۰۰۸-۰۲-۱۷                             | اعلام استقلال از صربستان |                            | |
| لیتوانی         |                   | | ۱۹۱۸-۰۲-۱۶                             | اعلام استقلال از آلمان و روسیه | 1939-10-27 و 1940-۰۸–۰۳    | منطقه ویلنیوس شرقی به لیتوانی واگذار شد |
| لیتوانی         | ۱۹۹۰-۰۳-۱۱        | اعلام مجدد قانون استقلال لیتوانی (از اتحاد جماهیر شوروی) پایان اشغال                                                           |                                        | | 1939-10-27 و 1940-۰۸–۰۳    | منطقه ویلنیوس شرقی به لیتوانی واگذار شد |
| لتونی           |                   | | ۱۹۱۸-۱۱-۱۸                             | اعلام استقلال از آلمان و روسیه | ۱۹۴۴                       | منطقه ابرنه به جمهوری سوسیالیستی فدراتیو روسیه شوروی (روسیه جدید) واگذار شد |
| لتونی           | ۱۹۹۰-۰۵-۰۴        | استقلال (از اتحاد جماهیر شوروی) مجدداً تأیید شد، پایان اشغال                                                                    |                                        | | ۱۹۴۴                       | منطقه ابرنه به جمهوری سوسیالیستی فدراتیو روسیه شوروی (روسیه جدید) واگذار شد |
| لیختن‌اشتاین     |                   | | ۱۸۱۳-۱۰-۱۹                             | انحلال کنفدراسیون راین | ۱۷۱۹-۰۱-۲۳                 | خرید فادوتس |
| لوکزامبورگ      | ۱۸۹۰-۱۱-۲۳        | از اتحاد با پادشاهی هلند جدا می شود و به خود به خود تبدیل به دوک اعظم می شود.                                                  | ۱۹۴۵                                   | پایان اشغال آلمان در طول جنگ جهانی دوم | ۱۸۳۹-۰۴-۱۹                 | تقسیم لوکزامبورگ بر اساس معاهده لندن |
| مقدونیه شمالی   |                   | | ۱۹۹۱-۰۹-۰۸                             | پس از همه پرسی، جمهوری سوسیالیستی مقدونیه استقلال خود را از یوگسلاوی اعلام کرد |                            | |
| مالت            |                   | | ۱۹۶۴-۰۹-۲۱                             | استقلال از انگلستان |                            | |
| مولدووا         |                   | | ۱۹۹۱-۰۸-۲۷                             | استقلال از شوروی | ۱۹۴۰-۰۸-۰۲                 | تشکیل جمهوری سوسیالیستی مولداوی شوروی |
| موناکو          |                   | | ۱۸۶۱                                   | معاهده فرانسه-مونگاسک حق حاکمیت موناکو را تایید می کند (که قبلاً تحت الحمایه پادشاهی ساردنی بود) |                            | |
| مونته‌نگرو       |                   | | ۲۰۰۶-۰۶-۰۳                             | اعلام استقلال از صربستان و مونته‌نگرو |                            | |
| هلند            | ۱۶۴۸-۰۱-۳۰        | امضای پیمان مونستر، استقلال از اسپانیا                                                                                         | ۱۹۴۵-۰۵-۰۵                             | تسلیم نیروهای اشغالگر آلمان. | ۱۸۳۹-۰۴-۱۹                 | پادشاهی متحده هلند بر اساس معاهده لندن (1839) تقسیم شد. |
| نروژ            | ۸۷۲               | پادشاه هارالد یکم پادشاهی های کوچک نروژ را متحد می کند.                                                                        | ۱۸۱۴                                   | انحلال اتحاد دانمارک-نروژ و ایجاد قانون اساسی نروژ | ۱۹۳۰-۰۲-۲۷                 | یان ماین بخشی از پادشاهی نروژ شد. |
| نروژ            | ۸۷۲               | پادشاه هارالد یکم پادشاهی های کوچک نروژ را متحد می کند.                                                                        | ۱۹۰۵-۰۶-۰۷                             | انحلال اتحادیه نروژ و سوئد | ۱۹۳۰-۰۲-۲۷                 | یان ماین بخشی از پادشاهی نروژ شد. |
| نروژ            | ۸۷۲               | پادشاه هارالد یکم پادشاهی های کوچک نروژ را متحد می کند.                                                                        | ۱۹۴۵-۰۵-۰۸                             | تسلیم نیروهای اشغالگر آلمان. | ۱۹۳۰-۰۲-۲۷                 | یان ماین بخشی از پادشاهی نروژ شد. |
| لهستان          | ۱۹۸۹-۰۶-۰۴        | اولین رای نیمه آزاد پارلمان پس از 45 سال تسلط شوروی                                                                            | ۹۶۶                                    | پذیرش مسیحیت توسط اولین حاکم مستند تاریخی لهستانی میشکو اول لهستان. | ۱۹۵۱-۰۲-۱۵                 | معاهده تعدیل مرز لهستان و شوروی |
| لهستان          | ۱۹۸۹-۰۶-۰۴        | اولین رای نیمه آزاد پارلمان پس از 45 سال تسلط شوروی                                                                            | ۱۰۲۵                                   | تشکیل پادشاهی لهستان توسط پسر میشکو، بولسواف یکم. | ۱۹۵۱-۰۲-۱۵                 | معاهده تعدیل مرز لهستان و شوروی |
| پرتغال          | ۱۹۷۴-۰۴-۲۵        | انقلاب میخک به دولت استادو نوو اقتدارگرا پایان می دهد.                                                                         | ۱۱۳۹-۰۷-۲۶                             | کنت نشین پرتغال پس از نبرد اوریک به عنوان بخشی از سقوط آندلس از پادشاهی لئون مستقل می شود. توسط لئون در 1143 و توسط پاپ در 1179 به رسمیت شناخته شد.                                                                  | ۱۸۰۱-۰۶-۰۶                 | اسپانیا از زمان جنگ پرتقال ها شهر مرزی امروزی الیبنسا را اشغال کرده است. |
| رومانی          |                   | | ۱۸۷۷-۰۵-۲۱                             | اعلام استقلال از امپراتوری عثمانی |                            | |
| رومانی          | ۱۸۷۸-۰۷-۱۳        | استقلال به رسمیت شناخته شده بین المللی در پیمان برلین                                                                          |                                        | |                            | |
| سان مارینو      | ۱۶۰۰              | قانون اساسی سان مارینو | ۳۰۱-۰۹-۰۳                              | بنیانگذاری سنتی | ۱۲۴۳                       | تشکیل حکومت جمهوری |
| سان مارینو      | ۱۶۰۰              | قانون اساسی سان مارینو | ۱۴۶۳                                   | شهر های فیورنتینو،مونته جیاردینو،سرواله و فائتانو اضافه شد. | ۱۲۴۳                       | تشکیل حکومت جمهوری |
| صربستان         | ۲۰۰۶-۰۶-۰۸        | جمهوری صربستان جانشین قانونی صربستان و مونته‌نگرو را اعلام کرد و به روند فروپاشی یوگسلاوی پایان داد.                            | ۱۸۳۵-۰۲-۱۵                             | صربستان یک سلطنت مشروطه ارثی را اعلام کرد. به رسمیت شناخته شدن بین المللی در پیمان برلین. | ۲۰۰۸-۰۲-۱۷                 | اعلام استقلال یکجانبه کوزوو از صربستان. نظر دیوان بین المللی دادگستری در مورد موضوع درخواستی صربستان. |
| اسلواکی         |                   | | ۱۹۹۳-۰۱-۰۱                             | تجزیه چکسلواکی، ایجاد جمهوری چک و اسلواکی |                            | |
| اسلوونی         |                   | | ۱۹۹۱-۰۶-۲۵                             | اعلام استقلال از یوگسلاوی |                            | |
| اسپانیا         | ۱۹۷۸              | قانون اساسی اسپانیا | ۱۴۷۹-۰۱-۲۱                             | اتحاد دودمانی و کاستیا و آراگون فرمانروایان کاتولیک در حکومت فرناندوی دوم، پادشاه آراگون و ایزابل یکم، ملکه کاستیا.                                                                                                  | ۱۸۰۱-۰۶-۰۶                 | اسپانیا در نتیجه جنگ پرتقال ها الیبنسا را تصاحب می کند.. |
| سوئد            | ۱۵۲۳-۰۶-۰۶        | گوستاف اول سوئد به عنوان پادشاه سوئد انتخاب شد و به صورت قطعی از اتحاد کالمار جدا شد.                                          | ۱۹۰۵-۰۶-۰۷                             | انحلال اتحادیه نروژ و سوئد | ۱۸۰۹-۰۳-۲۹                 | از دست دادن فنلاند به امپراتوری روسیه. |
| سوئیس           | ۱۸۴۸-۱۱-۱۲        | تأسیس ایالت فدرال پس از جنگ سوندرباند                                                                                          | ۱۲۹۱                                   | بنیانگذاری سنتی |                            | |
| سوئیس           | ۱۸۴۸-۱۱-۱۲        | تأسیس ایالت فدرال پس از جنگ سوندرباند                                                                                          | ۱۸۱۵-۰۸-۰۷                             | مرمت رژیم باستانی سوئیس (فدرالیسم), برگرداندن تغییرات اعمال شده توسطناپلئون بناپارت. |                            | |
| اوکراین         |                   | | ۱۹۹۱-۰۸-۲۴                             | اعلام استقلال از اتحاد جماهیر شوروی | ۱۹۵۴-۰۲-۱۹                 | انتقال شبه جزیره کریمه از روسیه به اوکراین |
| بریتانیا        | ۱۸۰۱-۰۱-۰۱        | پادشاهی متحد بریتانیای کبیر و ایرلند توسط اتحادیه پادشاهی های بریتانیای کبیر و ایرلند تحت قانون مصوبه های اتحاد ۱۸۰۰ تشکیل شد. | ۹۲۷                                    | پادشاهی انگلیس | ۱۹۲۲-۱۲-۰۶ then 1922-12-08 | دولت آزاد ایرلند طبق توافقنامه مطابق با شرایط پیمان انگلیس و ایرلند و قانون دولت آزاد ایرلند (قانون اساسی) 1922 از بریتانیا جدا شد.                                                                                     |
| بریتانیا        | ۱۸۰۱-۰۱-۰۱        | پادشاهی متحد بریتانیای کبیر و ایرلند توسط اتحادیه پادشاهی های بریتانیای کبیر و ایرلند تحت قانون مصوبه های اتحاد ۱۸۰۰ تشکیل شد. | ۸۴۳                                    | پادشاهی اسکاتلند | ۱۹۲۲-۱۲-۰۶ then 1922-12-08 | دولت آزاد ایرلند طبق توافقنامه مطابق با شرایط پیمان انگلیس و ایرلند و قانون دولت آزاد ایرلند (قانون اساسی) 1922 از بریتانیا جدا شد.                                                                                     |
| بریتانیا        | ۱۸۰۱-۰۱-۰۱        | پادشاهی متحد بریتانیای کبیر و ایرلند توسط اتحادیه پادشاهی های بریتانیای کبیر و ایرلند تحت قانون مصوبه های اتحاد ۱۸۰۰ تشکیل شد. | ۱۲۱۶                                   | شاهزاده نشین ولز | ۱۹۲۲-۱۲-۰۶ then 1922-12-08 | دولت آزاد ایرلند طبق توافقنامه مطابق با شرایط پیمان انگلیس و ایرلند و قانون دولت آزاد ایرلند (قانون اساسی) 1922 از بریتانیا جدا شد.                                                                                     |
| بریتانیا        | ۱۸۰۱-۰۱-۰۱        | پادشاهی متحد بریتانیای کبیر و ایرلند توسط اتحادیه پادشاهی های بریتانیای کبیر و ایرلند تحت قانون مصوبه های اتحاد ۱۸۰۰ تشکیل شد. | ۱۷۰۷                                   | قوانین اتحادیه دو پادشاهی اسکاتلند و انگلیس (از جمله ولز) را برای ایجاد پادشاهی بریتانیای کبیر متحد کرد. | ۱۹۲۲-۱۲-۰۶ then 1922-12-08 | دولت آزاد ایرلند طبق توافقنامه مطابق با شرایط پیمان انگلیس و ایرلند و قانون دولت آزاد ایرلند (قانون اساسی) 1922 از بریتانیا جدا شد.                                                                                     |
| واتیکان         | ۱۲۷۴              | تولد شکل کنونی دولت مجمع انتخاب پاپ                                                                                            | ۱۹۲۹-۰۶-۰۷                             | تصویب پیمان لاتران، تبدیل شهر واتیکان به یک کشور مستقل | ۱۹۲۹-۰۲-۱۱                 | امضای پیمان لاتران |

### اقیانوسیه
| کشور                  | شکل‌گیری دولت فعلی | تاریخ استقلال                                                                                               | تاریخ جدیدترین تغییرات قابل توجهی ارضی | |            | |
| تاریخ                 | رویداد            | تاریخ | رویداد                                 | تاریخ | رویداد     | |
| --------------------- | ----------------- | --- | -------------------------------------- | --- | ---------- | --- |
| استرالیا              | ۱۹۰۱-۰۱-۰۱        | مشترک المنافع استرالیا به عنوان یک قلمرو امپراتوری بریتانیا تاسیس شد.                                       | ۱۹۴۲-۱۰-۰۹                             | اساسنامه وست مینستر توسط استرالیا تصویب شد.                                                                           | ۱۹۷۵-۰۹-۱۶ | پاپوآ گینه نو به طور رسمی از استرالیا مستقل شد.                                                                                |
| استرالیا              | ۱۹۰۱-۰۱-۰۱        | مشترک المنافع استرالیا به عنوان یک قلمرو امپراتوری بریتانیا تاسیس شد.                                       | ۱۹۸۶-۰۳-۰۳                             | قانون استرالیا 1986 روابط باقیمانده بین قوه قانون‌گذاری و قانون قضائیه استرالیا و همتایان آنها در بریتانیا را حذف کرد. | ۱۹۷۵-۰۹-۱۶ | پاپوآ گینه نو به طور رسمی از استرالیا مستقل شد.                                                                                |
| فیجی                  |                   | | ۱۹۷۰-۱۰-۱۰                             | استقلال از انگلستان                                                                                                   |            | |
| کیریباتی              |                   | | ۱۹۷۹-۰۷-۱۲                             | استقلال از انگلستان                                                                                                   | ۱۹۷۵-۱۰-۰۱ | جدایی جزایر گیلبرت (بعداً کیریباتی) و تووالو                                                                                    |
| جزایر مارشال          | ۱۹۷۹-۰۵-۰۱        | ایجاد قانون اساسی و حکومت محلی.                                                                             | ۱۹۸۶-۱۰-۲۱                             | پیمان اتحادیه آزاد با ایالات متحده                                                                                    |            | |
| ایالات فدرال میکرونزی | ۱۹۷۹-۰۵-۱۰        | تصویب قانون اساسی.                                                                                          | ۱۹۸۶-۱۱-۰۳                             | پیمان اتحادیه آزاد با ایالات متحده                                                                                    | ۱۹۷۹-۰۵-۱۰ | یاپ، چوک، پوهنپئی و کوسرائی متحد شدند تا ایالات فدرال میکرونزی را تشکیل دهند.                                                  |
| نائورو                |                   | | ۱۹۶۸-۰۱-۳۱                             | استقلال از قیمومیت سازمان ملل                                                                                         |            | |
| نیوزیلند              | ۱۸۴۰-۰۲-۰۶        | معاهده وایتانگی بین ولیعهد بریتانیا و قبایل بومی مائوری،کاوانتانگا نیوزیلند را به ملکه ویکتوریا واگذار کرد. | دفاکتو: ۱۸۵۶-۵-۷                       | تشکیل اولین حکومت پاسخگو.                                                                                             | ۱۸۴۰-۰۲-۰۶ | معاهده وایتانگی به طور مؤثر مجمع الجزایر نیوزیلند را به عنوان یک سرزمین واحد متحد می کند. جزایر کرمادک در سال ۱۸۸۷ گنجانده شد. |
| نیوزیلند              | ۱۸۴۰-۰۲-۰۶        | معاهده وایتانگی بین ولیعهد بریتانیا و قبایل بومی مائوری،کاوانتانگا نیوزیلند را به ملکه ویکتوریا واگذار کرد. | دژور: ۱۹۴۷-۱۲-۱۰                       | قانون اصلاح قانون اساسی نیوزیلند ۱۹۴۷ موافقت سلطنتی را دریافت کرد.                                                    | ۱۸۴۰-۰۲-۰۶ | معاهده وایتانگی به طور مؤثر مجمع الجزایر نیوزیلند را به عنوان یک سرزمین واحد متحد می کند. جزایر کرمادک در سال ۱۸۸۷ گنجانده شد. |
| پالائو                | ۱۹۸۱-۰۱-۰۱        | جمهوری پالائو با تصویب قانون اساسی ایجاد شد.                                                                | ۱۹۹۴-۱۰-۰۱                             | به وجود آمده از قیمومیت سازمان ملل (که توسط ایالات متحده اداره می شود).                                               |            | |
| پاپوآ گینه نو         |                   | | ۱۹۷۳-۱۲-۰۱                             | مستعمره خودگردان |            | |
| پاپوآ گینه نو         | ۱۹۷۵-۰۹-۱۶        | استقلال از استرالیا                                                                                         |                                        | |            | |
| ساموآ                 |                   | | ۱۹۶۲-۰۱-۰۱                             | استقلال از نیوزلند |            | |
| جزایر سلیمان          |                   | | ۱۹۷۶-۰۱-۰۲                             | خودمختاری اعطا شده توسط انگلستان                                                                                      |            | |
| جزایر سلیمان          | ۱۹۷۸-۰۷-۰۷        | استقلال از انگلستان                                                                                         |                                        | |            | |
| تونگا                 |                   | | ۱۹۷۰-۰۷-۰۴                             | استقلال از انگلستان                                                                                                   | ۱۸۴۵-۱۲-۰۴ | اتحاد جزایر فعلی تونگا توسط جورج توپو یکم تونگا                                                                                |
| تووالو                | ۱۹۷۵-۱۰-۰۱        | جدایی جزایر گیلبرت (بعدها کیریباتی) و تووالو                                                                | ۱۹۷۸-۱۰-۰۱                             | استقلال از انگلستان                                                                                                   | ۱۹۷۹-۰۲-۰۷ | معاهده با ایالات متحده به رسمیت شناختن کنترل تووالوایی ها بر جزایر فونافوتی، نوکوفتائو، نوکولائه‌لائه و نیولاکیتا               |
| وانواتو               |                   | | ۱۹۸۰-۰۷-۳۰                             | استقلال از کاندومینیوم مشترک بریتانیا و فرانسه                                                                        |            | |

### کشورهای فراقاره‌ای
| کشور  | شکل گیری دولت فعلی | تاریخ استقلال                                                                  | تاریخ جدیدترین تغییرات قابل توجهی ارضی |                                                                                         |            |                                                                                                 |
| تاریخ | رویداد             | تاریخ                                                                          | رویداد                                 | تاریخ                                                                                   | رویداد     |                                                                                                 |
| ----- | ------------------ | ------------------------------------------------------------------------------ | -------------------------------------- | --------------------------------------------------------------------------------------- | ---------- | ----------------------------------------------------------------------------------------------- |
| مصر   | ۱۹۵۲-۰۷-۲۳         | انقلاب ۱۹۵۲ مصر                                                                | ۱۹۲۲-۰۲-۲۸                             | به رسمیت شناختن استقلال یکجانبه توسط بریتانیا، اما اشغال نظامی ادامه میابد.             | ۱۹۸۲-۰۴-۲۵ | خروج آخرین سربازان و شهرک نشینان اسرائیلی از شبه‌جزیره سینا طبق پیمان صلح با اسرائیل             |
| مصر   | ۱۹۵۳-۰۶-۱۸         | اعلام جمهوری                                                                   | ۱۹۵۶-۰۶-۱۸                             | خروج آخرین نیروهای انگلیسی از منطقه کانال سوئز                                          | ۱۹۸۲-۰۴-۲۵ | خروج آخرین سربازان و شهرک نشینان اسرائیلی از شبه‌جزیره سینا طبق پیمان صلح با اسرائیل             |
| مصر   | ۱۹۵۳-۰۶-۱۸         | اعلام جمهوری                                                                   | ۱۹۶۱-۰۹-۲۸                             | انحلال دفاکتو جمهوری متحد عربی به دنبال کودتای نظامی در دمشق                            | ۱۹۸۲-۰۴-۲۵ | خروج آخرین سربازان و شهرک نشینان اسرائیلی از شبه‌جزیره سینا طبق پیمان صلح با اسرائیل             |
| روسیه | ۱۹۹۰-۰۶-۱۲         | جمهوری سوسیالیستی فدراتیو روسیه شوروی حاکمیت خود را بر قلمرو خود اعلام می کند. | ۱۴۸۰                                   | دوک‌نشین بزرگ مسکو استقلال خود را از اردوی زرین تضمین می‌کند                              | ۱۹۵۴-۰۲-۱۹ | انتقال شبه جزیره کریمه از جمهوری روسیه به جمهوری اوکراین                                        |
| ترکیه | ۱۹۲۳-۱۰-۲۹         | اعلام ترکیه به عنوان جمهوری.                                                   | ۱۹۲۳-۰۶-۲۴                             | پیمان لوزان دولت جدید ترکیه را به عنوان دولت جانشین امپراتوری عثمانی به رسمیت می شناسد. | ۱۹۳۹-۰۶-۲۹ | سنجاق اسکندرون سوریه توسط دولت اجباری فرانسه به ترکیه منتقل شد. الحاق ترکیه به عنوان استان ختای |

## فهرست پذیرنده پیاپی سازی
در این فهرست، «تاریخ آخرین تابعیت» به آخرین تاریخ کنترل توسط یک دولت خارجی اشاره دارد. در برخی موارد این همان تاریخ استقلال است که علامت استعمارزدایی یا انحلال یک اتحادیه سیاسی است. در موارد دیگر، یک دولت مستقل برای مدتی تسلیم اشغال İKB یا انقیاد سیاسی خارجی شد و بعداً استقلال خود را به دست آورد.
تاریخ ها به حکومت یا اشغال عملی اشاره دارد، خواه با شناسایی بین المللی مشروع باشد یا نباشد.
در اتحادیه ای مانند چکسلواکی، اتحاد جماهیر شوروی، یا اتحادیه کالمار، یکی از اجزای تشکیل دهنده را می توان قدرت مسلط در نظر گرفت - عموماً در جایی که مقر دولت قرار داشت. انگلستان یک مورد بخصوص پیچیده است. اگر انگلستان به عنوان عضو غالب در نظر گرفته شود، پس تاریخ را می توان از فتح روم، تهاجمات ساکسون ها، اتحاد قرن دهم و فتح 1066 نورمن قبل از اتحاد انگلستان و اسکاتلند در سال 1707 ردیابی کرد. تاریخ حاکمیت را می توان از اتحاد 843 تا اتحاد 1707 با انگلستان (با یک الحاق مختصر توسط انگلستان 1657-1660) ردیابی کرد. برخی از اسکاتلندی ها اتحادیه 1707 را به عنوان واگذاری حاکمیت به انگلستان می دانند.
| کشور                   | تاریخ ایجاد اولین حاکمیت | تاریخ آخرین تبعیت                       | حاکمیت قبلی                | یادداشت‌ها |
| ---------------------- | ------------------------ | --------------------------------------- | -------------------------- | --- |
| افغانستان              | ۱۹ اوت ۱۹۱۹              | ۱۹۸۹                                    | اتحاد جماهیر شوروی         | در سال ۲۰۰۱ توسط نیروهای تحت رهبری ایالات متحده اشغال شد، اما اینها در حمایت از دولت برهان‌الدین ربانی به رسمیت شناخته شده توسط سازمان ملل بودند. قبلاً توسط هند، ایران، بخارا، روسیه و بریتانیا اشغال شده بود، تا سال ۱۹۱۹ پیمان راولپندی                                                                          |
| آلبانی                 | ۱۱۹۰                     | نوامبر ۱۹۴۴                             | آلمان                      | متحد ۱۴۴۴ تحت اسکندربیگ. اشغال شده توسط امپراتوری عثمانی در حدود ۱۴۸۰-۱۹۱۲، توسط ایتالیا ۱۹۳۹-۴۳، و توسط آلمان ۱۹۴۳-۱۹۴۴. |
| الجزایر                | ۳ ژوئیه ۱۹۶۲             | ۳ ژوئیه ۱۹۶۲                            | فرانسه                     | ممستعمره سابق فرانسه |
| آندورا                 | ۷ سپتامبر ۱۲۷۸           | نوامبر ۱۹۴۴                             | فرانسه                     | چندین بار توسط فرانسه اشغال شد:-۱۳_۱۸۱۲، ۱۸۷۰، ۱۹۱۴، ۱۹۳۶، ۱۹۳۹ |
| آنگولا                 | ۱۱ نوامبر ۱۹۷۵           | ۱۱ نوامبر ۱۹۷۵                          | پرتغال                     | توافقنامه آلور |
| آنتیگوآ و باربودا      | ۱ نوامبر ۱۹۸۱            | ۱ نوامبر ۱۹۸۱                           | بریتانیا                   | مستعمره سابق بریتانیا |
| آرژانتین               | ۹ ژوئیه ۱۸۱۶             | ۹ ژوئیه ۱۸۱۶                            | اسپانیا                    | کنگره توکومان |
| ارمنستان               | ۱۹۰                      | ۲۳ سپتامبر ۱۹۹۱                         | اتحاد جماهیر شوروی         | اولین استقلال به عنوان ارمنستان بزرگ ۱۹۰ قبل از میلاد - ۴۲۸ پس از میلاد |
| استرالیا               | ۹ اکتبر ۱۹۴۲             | ۹ اکتبر ۱۹۴۲                            | بریتانیا                   | قلمرو امپراتوری بریتانیا در ۱۹۰۷، اساسنامه قانون پذیرش وست مینستر ۱۹۴۲. |
| اتریش                  | ۱۲ نوامبر ۱۹۱۸           | ۱۵ مه ۱۹۵۵                              | متحدان جنگ جهانی دوم       | پیمان دولتی اتریش قبلا توسط آلمان اشغال شد. |
| جمهوری آذربایجان       | ۱۹۹۱                     | ۱۹۹۱                                    | اتحاد جماهیر شوروی         | |
| باهاما                 | ۱۰ ژوئیه ۱۹۷۳            | ۱۰ ژوئیه ۱۹۷۳                           | بریتانیا                   | مستعمره سابق بریتانیا |
| بحرین                  | ۱۶ دسامبر ۱۹۷۱           | ۱۶ دسامبر ۱۹۷۱                          | بریتانیا                   | پیش از این توسط پرتغال، ایران و عمان اداره می شد. |
| بنگلادش                | ۲۶ مارس ۱۹۷۱             | ۱۶ دسامبر ۱۹۷۱                          | پاکستان                    | |
| باربادوس               | ۳۰ نوامبر ۱۹۶۶           | ۳۰ نوامبر ۱۹۶۶                          | بریتانیا                   | مستعمره سابق بریتانیا |
| بلاروس                 | ۱۹۹۰                     | ۱۹۹۱                                    | اتحاد جماهیر شوروی         | |
| بلژیک                  | ۴ اکتبر ۱۸۳۰             | ۱۹۴۵                                    | آلمان                      | بخشی از هلند قبل از ۱۸۳۰ |
| بلیز                   | ۲۱ سپتامبر ۱۹۸۱          | ۲۱ سپتامبر ۱۹۸۱                         | بریتانیا                   | مستعمره سابق بریتانیا |
| بنین                   | ۱ اوت ۱۹۶۰               | ۱ اوت ۱۹۶۰                              | فرانسه                     | مستعمره سابق فرانسه |
| بوتان (کشور)           | ۱۶۳۴                     | -نداشته‌است-                             | -نداشته‌است-                | حداقل از قرن دهم خودمختار است. در۱۶۳۴ پس از نبرد پنج لاما متحد شد. |
| بولیوی                 | ۶ اوت ۱۸۲۵               | ۶ اوت ۱۸۲۵                              | اسپانیا                    | مستعمره سابق اسپانیا |
| بوسنی و هرزگوین        | ۱۹۹۲                     | ۱۹۹۲                                    | یوگسلاوی                   | |
| بوتسوانا               | ۳۰ سپتامبر ۱۹۶۶          | ۳۰ سپتامبر ۱۹۶۶                         | بریتانیا                   | مستعمره سابق بریتانیا |
| برزیل                  | ۷ سپتامبر ۱۸۲۲           | ۷ سپتامبر ۱۸۲۲                          | پرتغال                     | مستعمره سابق پرتغال |
| برونئی                 | ۱۹۸۴                     | ۱۹۸۴                                    | بریتانیا                   | قبلاً توسط ژاپن اشغال شده بود. |
| بلغارستان              | ۶۸۱                      | ۱۹۴۴                                    | اتحاد جماهیر شوروی         | قبلاً توسط امپراتوری روم شرقی (۱۰۱۸–۱۱۸۵) و امپراتوری عثمانی (۱۳۹۳-۱۸۷۸) اشغال شده بود. |
| بورکینافاسو            | ۵ اوت ۱۹۶۰               | ۵ اوت ۱۹۶۰                              | فرانسه                     | مستعمره سابق فرانسه |
| بوروندی                | ۱ ژوئیه ۱۹۶۲             | ۱ ژوئیه ۱۹۶۲                            | بلژیک                      | مستعمره سابق آلمان و بلژیک |
| کامبوج                 | ۸۰۲                      | ۲۶ سپتامبر ۱۹۸۹                         | ویتنام                     | امپراتوری خمر بر اساس کتیبه سودوک کوک توم در سال ۸۰۲ تأسیس شد. |
| کامرون                 | ۱ ژانویه ۱۹۶۰            | ۱۹۶۱                                    | بریتانیا                   | بخش شمالی در سال ۱۹۶۰ از فرانسه استقلال یافت. |
| کانادا                 | ۱۱ دسامبر ۱۹۳۱           | ۱۱ دسامبر ۱۹۳۱                          | بریتانیا                   | قلمرو امپراتوری بریتانیا ۱۸۶۷، اساسنامه وست مینستر ۱۹۳۱. |
| کیپ ورد                | ۵ ژوئیه ۱۹۷۵             | ۵ ژوئیه ۱۹۷۵                            | پرتغال                     | مستعمره سابق پرتغال |
| جمهوری آفریقای مرکزی   | ۱۳ اوت ۱۹۶۰              | ۱۹۶۰                                    | فرانسه                     | مستعمره سابق فرانسه |
| چاد                    | ۱۱ اوت ۱۹۶۰              | ۱۹۶۰                                    | فرانسه                     | مستعمره سابق فرانسه |
| شیلی                   | ۱۸ سپتامبر ۱۸۱۰          | ۱۲ فوریه ۱۸۱۸                           | اسپانیا                    | |
| چین                    | ۲۲۱                      | ۹ سپتامبر ۱۹۴۵                          | ژاپن                       | متحد ۲۲۱ قبل از میلاد تحت حکومت دودمان چین. در طول اشغال ژاپن، بخش‌هایی از چین تحت کنترل دولت‌های ملی‌گرا و کمونیست چین بود. |
| کلمبیا                 | ۲۰ ژوئیه ۱۸۱۰            | ۷ اوت ۱۸۱۹                              | اسپانیا                    | نبرد بویاکا ۱۸۱۹ |
| کومور                  | ۶ ژوئیه ۱۹۷۵             | ۱۹۷۵                                    | فرانسه                     | مستعمره سابق فرانسه |
| جمهوری دموکراتیک کنگو  | ۱۸۸۵                     | ۳۰ ژوئن ۱۹۶۰                            | بلژیک                      | کنفرانس برلین (۱۸۸۴ میلادی) ایالت آزاد کنگو را به عنوان یک نهاد مستقل (دامنه خصوصی فهرست شاهان بلژیک) تأسیس کرد. ضمیمه بلژیک از ۱۹۰۸ تا۱۹۶۰. |
| جمهوری کنگو            | ۱۵ اوت ۱۹۶۰              | ۱۹۶۰                                    | فرانسه                     | مستعمره سابق فرانسه |
| کاستاریکا              | ۱۵ سپتامبر ۱۸۲۱          | ۱۸۳۸                                    | جمهوری فدرال آمریکای مرکزی | قبلاً بخشی از مکزیک از ۱۸۲۲ تا ۱۸۲۳ و مستعمره اسپانیا قبل از ۱۸۲۱ بود. |
| ساحل عاج               | ۷ اوت ۱۹۶۰               | ۱۹۶۰                                    | فرانسه                     | مستعمره سابق فرانسه |
| کرواسی                 | ۲۱ مه ۸۷۹                | ۱۹۹۱                                    | یوگسلاوی                   | کراوات ها در اوایل قرن هفتم به عنوان مردم آزاد از کرواسی سفید به دالمیشیا آمدند. |
| کوبا                   | ۲۰ مه ۱۹۰۲               | ۲۰ مه ۱۹۰۲                              | ایالات متحده آمریکا        | تا سال ۱۸۹۸ مستعمره اسپانیا بود، سپس توسط ایالات متحده آمریکا در اشغال شد اما ضمیمه نشد. |
| قبرس                   | ۱۶ اوت ۱۹۶۰              | ۱۹۶۰                                    | بریتانیا                   | |
| جمهوری چک              | ۹۳۵                      | ۱۹۶۸                                    | اتحاد جماهیر شوروی         | در زمان بولسلاوس یکم که در سال ۹۳۵ به سلطنت رسید متحد شد. جانشین چکسلواکی، که قبلا توسط آلمان و اتحاد جماهیر شوروی اشغال شده بود. |
| دانمارک                | ۹۸۰                      | ۱۹۴۵                                    | آلمان                      | یکپارچه شدن حدود ۹۸۰ توسط هارالد بلاتند |
| جیبوتی                 | ۲۷ ژوئن ۱۹۷۷             | ۱۹۷۷                                    | فرانسه                     | مستعمره سابق فرانسه |
| دومینیکا               | ۳ نوامبر ۱۹۷۸            | ۱۹۷۸                                    | بریتانیا                   | |
| جمهوری دومینیکن        | ۱۸۲۱                     | ۱۹۲۴                                    | ایالات متحده آمریکا        | قبلاً توسط اسپانیا، فرانسه و هائیتی اشغال شده بود. |
| اکوادور                | ۲۴ مه ۱۸۲۲               | ۱۳ مه ۱۸۳۰                              | کلمبیای بزرگ               | مستعمره سابق اسپانیا |
| مصر                    | ۳۱۰۰                     | ۲۸ فوریه ۱۹۲۲                           | بریتانیا                   | در ۳۱۰۰ قبل از میلاد توسط فرعون منس یا احتمالاً نارمر، بنیانگذار سلسله اول متحد شد. در زمان های مختلف توسط امپراتوری های هخامنشی، مقدونی، رومی، عثمانی و ناپلئونی فتح شد. |
| السالوادور             | ۱۵ سپتامبر ۱۸۲۱          | ۱۸۹۸                                    | جمهوری بزرگ آمریکای مرکزی  | قبلاً بخشی از جمهوری فدرال آمریکای مرکزی از ۱۸۲۳ تا ۱۸۳۸، مکزیک از ۱۸۲۲ تا ۱۸۲۳، و مستعمره اسپانیا قبل از ۱۸۲۱ بود. |
| گینه استوایی           | ۱۲ اکتبر ۱۹۶۸            | ۱۹۶۸                                    | اسپانیا                    | مستعمره سابق اسپانیا |
| اریتره                 | ۲۴ مه ۱۹۹۳               | ۲۴ مه ۱۹۹۳                              | اتیوپی                     | مستعمره سابق ایتالیا تا سال ۱۹۴۱،سپس مستعمره بریتانیا تا سال ۱۹۵۲ و ایالت خودمختار اتیوپی تا سال ۱۹۹۳ |
| استونی                 | ۲۴ فوریه ۱۹۱۸            | ۱۹۹۱                                    | اتحاد جماهیر شوروی         | قبلا توسط دانمارک، سوئد، لهستان، روسیه و آلمان اشغال شده بود. |
| اتیوپی                 | ۵۰                       | دسامبر ۱۹۴۴                             | بریتانیا                   | امپراتوری حبشه حدود ۵۰ را تأسیس شد. از ۱۹۳۶ تا ۱۹۴۱ توسط ایتالیا اشغال شد، سپس تا سال ۱۹۴۴ توسط بریتانیا اداره می شد. |
| فیجی                   | ۱۰ اکتبر ۱۹۷۰            | ۱۹۷۰                                    | بریتانیا                   | مستعمره سابق بریتانیا |
| فنلاند                 | ۶ دسامبر ۱۹۱۷            | ۱۹۱۸                                    | امپراتوری روسیه            | |
| فرانسه                 | ۸۴۳                      | ۱۹۴۵                                    | آلمان                      | ۸۴۳ پیمان وردون و تأسیس فرانک باختری. |
| گابن                   | ۱۹۶۰                     | ۱۹۶۰                                    | فرانسه                     | مستعمره سابق فرانسه |
| گامبیا                 | ۱۹۶۵                     | ۱۹۶۵                                    | بریتانیا                   | مستعمره سابق بریتانیا |
| گرجستان                | ۱۰۰۸                     | ۱۹۹۱                                    | اتحاد جماهیر شوروی         | |
| آلمان                  | ۱۸ ژانویه ۱۸۷۱           | ۵ مه ۱۹۵۵                               | متفقین                     | در ۱۸۷۱ متحد شد. از ۱۹۴۵ تا ۱۹۵۵ و زمان تصویب کنوانسیون بن-پاریس اشغال شد. |
| غنا                    | ۱۹۵۷                     | ۱۹۵۷                                    | بریتانیا                   | مستعمره سابق بریتانیا |
| یونان                  | ۱۸۲۱                     | ۱۹۴۴                                    | آلمان                      | قبلاً به طور مشترک توسط ایتالیا، آلمان و بلغارستان اشغال شده بود. قبل از ۱۸۲۱ توسط امپراتوری عثمانی. |
| گرنادا                 | ۱۹۶۷                     | ۱۹۷۴                                    | بریتانیا                   | |
| گواتمالا               | ۱۵ سپتامبر ۱۸۲۱          | ۱۸۳۸                                    | جمهوری فدرال آمریکای مرکزی | قبلاً بخشی از مکزیک از ۱۸۲۲ تا ۱۸۲۳ و مستعمره اسپانیا قبل از ۱۸۲۱ بود. |
| گینه                   | ۱۹۵۸                     | ۱۹۵۸                                    | فرانسه                     | مستعمره سابق فرانسه |
| گینه بیسائو            | ۱۹۷۳                     | ۱۹۷۳                                    | پرتغال                     | مستعمره سابق پرتغال |
| گویان                  | ۱۹۶۶                     | ۱۹۶۶                                    | بریتانیا                   | |
| هائیتی                 | ۱ ژانویه ۱۸۰۴            | ۱۹۳۴                                    | ایالات متحده آمریکا        | مستعمره سابق فرانسه |
| هندوراس                | ۱۵ سپتامبر ۱۸۲۱          | ۱۹۲۵                                    | ایالات متحده آمریکا        | چندین بار توسط ایالات متحده اشغال شده است. قبلاً بخشی از جمهوری بزرگ آمریکای مرکزی از ۱۸۹۶ تا ۱۸۹۸، جمهوری فدرال آمریکای مرکزی از ۱۸۲۳ تا ۱۸۳۸، مکزیک از ۱۸۲۲ تا ۱۸۲۳، و مستعمره اسپانیا قبل از ۱۸۲۱ بود. |
| مجارستان               | ۲۵ دسامبر ۱۰۰۰           | ۱۹۵۶                                    | اتحاد جماهیر شوروی         | تا قبل از سال ۱۹۱۸ توسط اتریش-مجارستان اداره می شد. |
| ایسلند                 | ۹۳۰                      | ۱۹۴۶                                    | ایالات متحده آمریکا        | از سال ۱۳۸۰ تا ۱۹۴۴ توسط پادشاهان دانمارکی اداره می شد، اگرچه از سال ۱۲۶۲ تا ۱۸۱۴ تحت مالکیت نروژ بود. در سال ۱۹۱۸ به عنوان پادشاهی ایسلند، حاکمیت خود را دوباره به دست آورد.جمهوری کنونی تأسیس شده در سال ۱۹۴۴. قبلاً توسط بریتانیا از ۱۹۴۰ تا ۱۹۴۱ و ایالات متحده از سال ۱۹۴۱ تا خروج در سال ۱۹۴۶ اشغال شده بود. |
| هند                    | ۱۵ اوت ۱۹۴۷              | ۱۵ اوت ۱۹۴۷                             | بریتانیا                   | قبلا مستعمره بریتانیا بود. |
| اندونزی                | ۱۷ اوت ۱۹۴۵              | ۱۹۴۹                                    | هلند                       | قبلاً توسط پرتغال، اسپانیا، فرانسه، امپراتوری بریتانیا و ژاپن اشغال شده بود. |
| ایران                  | الگو:۳۲۰۰ق.مdts          | ۱۵۰۰                                    | امپراتوری تیموری           | اولین تشکیل دولت متمدن توسط نیاایلامی در اوایل عصر برنز ( ۳۲۰۰ق.م) و به دنبال آن تشکیل یک امپراتوری توسط ماد در ۸۵۰ ق.م. تحت انقیاد (و پس از آن متحد شدند). مقدونیه باستان، خلافت راشدین، سلجوقیان، مغول ها و تیموریان                                                                                            |
| عراق                   | ۱۹۳۲                     | ۱ ژانویه ۲۰۰۹                           | ایالات متحده آمریکا        | اشغال شده توسط ایالات متحده آمریکا از ۲۰۰۳ تا ۲۰۱۱ |
| جمهوری ایرلند          | ۲۱ ژانویه ۱۹۱۹           | ۱۱ دسامبر ۱۹۳۱                          | بریتانیا                   | اعلام استقلال در سال ۱۹۱۹، قلمرو بریتانیا در ۱۹۲۲، اساسنامه وست مینستر در سال ۱۹۳۱،اعلام یک جمهوری در سال ۱۹۴۸. |
| اسرائیل                | ۱۴ مه ۱۹۴۸               | ۱۹۴۸                                    | بریتانیا                   | |
| ایتالیا                | ۱۷ مارس ۱۸۶۱             | ۱۹۴۵                                    | متفقین                     | اتحاد در ۱۸۶۱. |
| جامائیکا               | ۱۹۶۲                     | ۱۹۶۲                                    | بریتانیا                   | |
| ژاپن                   | ۶۶۰                      | ۲۸ آوریل ۱۹۵۲                           | متفقین                     | بر اساس افسانه، ۶۶۰ قبل از میلاد تأسیس شد.در۱۹۵۲ قرارداد سان فرانسیسکو به اشغال پس از جنگ پایان داد. |
| اردن                   | ۱۹۴۶                     | ۱۹۴۶                                    | بریتانیا                   | |
| قزاقستان               | ۱۹۹۱                     | ۱۹۹۱                                    | اتحاد جماهیر شوروی         | |
| کنیا                   | ۱۹۶۳                     | ۱۹۶۳                                    | بریتانیا                   | مستعمره سابق بریتانیا |
| کیریباتی               | ۱۹۷۹                     | ۱۲ ژوئیه ۱۹۷۹                           | بریتانیا                   | تحت‌الحمایهٔ سابق بریتانیا |
| کویت                   | ۱۹ ژوئن ۱۹۶۱             | فوریه ۱۹۹۱                              | عراق                       | پیش از این توسط امپراتوری عثمانی و بریتانیا اداره می شد. |
| قرقیزستان              | ۱۹۹۱                     | ۱۹۹۱                                    | اتحاد جماهیر شوروی         | |
| لائوس                  | ۱۹۵۳                     | ۱۹۴۹                                    | فرانسه                     | |
| لتونی                  | ۱۸ نوامبر ۱۹۱۸           | ۱۹۹۰                                    | اتحاد جماهیر شوروی         | پیش از این توسط لیتوانی، سوئد و روسیه اداره می شد. |
| لبنان                  | ۱۹۴۳                     | ۱۹۴۳                                    | فرانسه                     | |
| لسوتو                  | ۱۹۶۶                     | ۴ اکتبر ۱۹۶۶                            | بریتانیا                   | مستعمره سابق بریتانیا |
| لیبریا                 | ۲۶ ژوئیه ۱۸۴۷            | ۲۶ ژوئیه ۱۸۴۷                           | انجمن استعمار آمریکا       | مستقر شده اما توسط ایالات متحده ادعا نشده است |
| لیبی                   | ۱۹۵۱                     | ۲۴ دسامبر ۱۹۵۱                          | فرانسه و بریتانیا          | قبلاً توسط ایتالیا و عثمانی اشغال شده بود. |
| لیختن‌اشتاین            | ۱۸۰۶                     | ۱۸۶۶                                    | کنفدراسیون آلمان           | قبلاً جزو کنفدراسیون راین بود. در سال 1719 از فادوتس و شلنبرگ، اما تحت امپراتوری مقدس روم تشکیل شد. |
| لیتوانی                | ۱۲۵۳                     | ۱۱ مارس ۱۹۹۰                            | اتحاد جماهیر شوروی         | پادشاهی لیتوانی; قانون تأسیس مجدد دولت لیتوانی |
| لوکزامبورگ             | ۱۸۱۵                     | ۱۹۴۵                                    | آلمان                      | مستقل از فرانسه ۱۸۱۵ اما در اتحاد شخصی با هلند تا سال ۱۸۹۰ |
| مقدونیه شمالی          | ۱۹۹۱                     | ۱۹۹۱                                    | یوگسلاوی                   | |
| ماداگاسکار             | ۱۹۶۰                     | ۲۶ ژوئن ۱۹۶۰                            | فرانسه                     | مستعمره سابق فرانسه |
| مالاوی                 | ۱۹۶۴                     | ۶ ژوئیه ۱۹۶۴                            | بریتانیا                   | مستعمره سابق بریتانیا |
| مالزی                  | ۱۹۵۷                     | ۱۹۵۷                                    | بریتانیا                   | |
| مالدیو                 | ۱۹۶۵                     | ۱۹۶۵                                    | بریتانیا                   | |
| مالی                   | ۱۹۶۰                     | ۲۲ سپتامبر ۱۹۶۰                         | فدراسیون مالی              | مستعمره سابق فرانسه |
| مالت                   | ۲۱ سپتامبر ۱۹۶۴          | ۲۱ سپتامبر ۱۹۶۴                         | بریتانیا                   | |
| جزایر مارشال           | ۱۹۸۶                     | ۲۱ اکتبر ۱۹۸۶                           | ایالات متحده آمریکا        | پیمان اتحادیه آزاد |
| موریتانی               | ۱۹۶۰                     | ۲۸ نوامبر ۱۹۶۰                          | فرانسه                     | مستعمره سابق فرانسه |
| موریس                  | ۱۹۶۸                     | ۱۲ مارس ۱۹۶۸                            | بریتانیا                   | مستعمره هلند تا سال ۱۷۱۰،مستعمره فرانسه تا سال ۱۸۱۰،مستعمره بریتانیا تا زمان استقلال |
| مکزیک                  | ۱۶ سپتامبر ۱۸۱۰          | ۱۸۶۳                                    | فرانسه                     | بخش هایی از شمال مکزیک تحت کنترل بنیتو خوارس ادامه یافت. قبلاً مستعمره اسپانیا بود |
| ایالات فدرال میکرونزی  | ۱۹۸۶                     | ۳ نوامبر ۱۹۸۶                           | ایالات متحده آمریکا        | پیمان اتحادیه آزاد |
| مولدووا                | ۱۹۹۱                     | ۱۹۹۱                                    | اتحاد جماهیر شوروی         | |
| موناکو                 | ۱۲۹۷                     | ۱۹۴۵                                    | آلمان                      | قبلا توسط ایتالیا و فرانسه اشغال شده بود. تابع ساردینیا ۱۸۱۵-۱۸۶۱. |
| مغولستان               | ۱۲۰۶                     | ۱۳ مارس ۱۹۲۱                            | چین                        | تشکیل امپراتوری مغول در ۱۲۰۶; اشغال شده توسط چین در دوران سلسله چینگ (۱۶۳۵-۱۹۱۱) و جمهوری چین (۱۹۱۹-۱۹۲۱) |
| مونته‌نگرو              | ۱۸۷۸                     | ۲۰۰۶                                    | صربستان و مونته نگرو       | استقلال از امپراتوری عثمانی در سال ۱۸۷۸، اتحاد با صربستان/یوگسلاوی ۱۹۱۸-۲۰۰۶. توسط اتریش-مجارستان، ایتالیا و آلمان اشغال شده است. |
| مراکش                  | ۷۸۸                      | ۱۹۵۶                                    | فرانسه                     | مستقل تا سال ۱۹۱۲،مستعمره فرانسه تا زمان استقلال |
| موزامبیک               | ۱۹۷۵                     | ۱۹۷۵                                    | پرتغال                     | مستعمره سابق پرتغال |
| میانمار                | ۸۴۹                      | ۴ ژانویه ۱۹۴۸                           | بریتانیا                   | تاسیس پادشاهی پاگان در ۸۴۹. اشغال شده توسط ژاپن ۱۹۴۲-۱۹۴۵ |
| نامیبیا                | ۱۹۹۰                     | ۱۹۹۰                                    | آفریقای جنوبی              | مستعمره آلمان تا ۱۹۱۵،جزوی از خاک آفریقای جنوبی تا زمان استقلال |
| نائورو                 | ۱۹۶۸                     | ۱۹۶۸                                    | استرالیا/نیوزیلند/بریتانیا | اشغال شده توسط آلمان در ۱۸۸۸،استرالیا در ۱۹۱۴،ژاپن در ۱۹۴۲ و قیمومیت بریتانیا،استرالیا و نیوزیلند تا زمان استقلال |
| نپال                   | ۱۷۶۸                     | -نداشته‌است-                             | -نداشته‌است-                | مستقل در طول تاریخ ثبت شده خود، و قطعاً از زمان اتحاد آن در سال۱۷۶۸، خودمختار است. |
| هلند                   | ۲۶ ژوئیه ۱۵۸۱            | ۱۹۴۵                                    | آلمان                      | مستقل از اسپانیا در ۱۵۸۱; توسط فرانسه در زمان ناپلئون اشغال شد. |
| نیوزیلند               | ۲۵ نوامبر ۱۹۴۷           | ۲۵ نوامبر ۱۹۴۷                          | بریتانیا                   | قلمروی بریتانیا در 1907، اساسنامه قانون پذیرش وست مینستر 1947. |
| نیکاراگوئه             | ۱۵ سپتامبر ۱۸۲۱          | ۱۹۳۳                                    | ایالات متحده آمریکا        | قبلاً بخشی از جمهوری بزرگ آمریکای مرکزی از ۱۸۹۶ تا ۱۸۹۸، جمهوری فدرال آمریکای مرکزی از ۱۸۲۳ تا ۱۸۳۸، مکزیک از ۱۸۲۲ تا ۱۸۲۳، و مستعمره اسپانیا قبل از ۱۸۲۱ بود. |
| نیجر                   | ۳ اوت ۱۹۶۰               | ۳ اوت ۱۹۶۰                              | فرانسه                     | مستعمره سابق فرانسه |
| نیجریه                 | ۱ اکتبر ۱۹۶۰             | ۱ اکتبر ۱۹۶۰                            | بریتانیا                   | مستعمره سابق بریتانیا |
| کره شمالی              | ۲۳۳۳                     | ۹ سپتامبر ۱۹۴۸                          | اتحاد جماهیر شوروی         | دودمان گوجوسان طبق افسانه در قرن ۲۴ قبل از میلاد تأسیس شد.دولت مدرن در سال ۱۹۴۸ پس از اشغال شوروی از سال ۱۹۴۵ تأسیس شد. قبلاً توسط ژاپن (۱۹۱۰-۱۹۴۵) اشغال شده بود. |
| نروژ                   | ۸۷۲                      | مه ۱۹۴۵                                 | آلمان                      | در حدود ۸۷۲ و در نبرد هافرسفورد متحد شد. برای مدت طولانی در اتحادیه ها با دانمارک و با سوئد (تا سال ۱۹۰۵). اشغال آلمان از ۱۹۴۰ تا ۱۹۴۵ |
| عمان                   | ۷۵۱                      | ۱۷۴۳                                    | ایران                      | قبلاً توسط سلجوقیان، امپراتوری عثمانی، پرتغال (۱۵۰۸–۱۶۵۰) اشغال شده بود. |
| پاکستان                | ۱۴ اوت ۱۹۴۷              | ۱۴ اوت ۱۹۴۷                             | بریتانیا                   | جزوی از خاک هند تا سال ۱۹۴۷ |
| پالائو                 | ۱ اکتبر ۱۹۹۴             | ۱ اکتبر ۱۹۹۴                            | ایالات متحده آمریکا        | پیش از این توسط اسپانیا، آلمان و ژاپن اداره می شد. |
| پاناما                 | ۳ نوامبر ۱۹۰۳            | ۱۹۹۰                                    | ایالات متحده آمریکا        | تا سال ۱۸۲۱ مستعمره اسپانیا بود، سپس تا سال ۱۹۰۳ جزو کلمبیا بود. در سال ۱۹۸۹-۱۹۹۰ توسط ایالات متحده اشغال شد. |
| پاپوآ گینه نو          | ۱۹۷۵                     | ۱۹۷۵                                    | استرالیا                   | مستعمره سابق آلمان،بریتانیا و هلند |
| پاراگوئه               | ۱۴ مه ۱۸۱۱               | ۱۸۷۶                                    | برزیل                      | در ۱۸۷۰-۱۸۷۶ توسط برزیل، در اتحاد سه گانه با آرژانتین و اروگوئه اشغال شد. مستعمره اسپانیا قبل از 1811. |
| پرو                    | ۲۸ ژوئیه ۱۸۲۱            | ۲۸ ژوئیه ۱۸۲۱                           | اسپانیا                    | |
| فیلیپین                | ۴ ژوئیه ۱۹۴۶             | ۱۰ دسامبر ۱۸۹۸                          | ایالات متحده آمریکا        | مستعمره اسپانیا از ۱۵۶۵ تا ۱۸۹۸; در سال ۱۸۹۸ از اسپانیا اعلام استقلال کرد. حاکمیت از اسپانیا به ایالات متحده در سال ۱۸۹۸ منتقل شد. جنگ استقلال ناموفقی را علیه ایالات متحده آمریکا از ۱۸۹۹ تا ۱۹۰۲ به راه انداخت. ۱۹ آوریل ۱۹۰۱ حاکمیت ایالات متحده را پذیرفت. از۱۹۴۲ تا ۱۹۴۴ توسط ژاپن اشغال شد.                 |
| لهستان                 | ۹۶۰                      | ۱۹۴۵                                    | اتحاد جماهیر شوروی         | یکپارچگی در حدود ۹۶۰ توسط میشکو اول لهستان. چندین بار بین آلمان و اتحاد جماهیر شوروی تقسیم شد. |
| پرتغال                 | ۲۵ ژوئیه ۱۱۳۹            | ۱۸۰۸                                    | فرانسه                     | کنوانسیون سینترا به اشغال لیسبون توسط فرانسه پایان داد. مستقل از پادشاهی لئون در سال ۱۱۳۹. |
| قطر                    | ۳ سپتامبر ۱۹۷۱           | ۳ سپتامبر ۱۹۷۱                          | بریتانیا                   | |
| رومانی                 | ۱۳ ژوئیه ۱۸۷۸            | اوت ۱۹۵۸                                | اتحاد جماهیر شوروی         | اشغال شده توسط اتحاد جماهیر شوروی از ۱۹۴۴ تا ۱۹۵۸. |
| روسیه                  | ۸۶۰                      | ۱۴۸۰                                    | اردوی زرین                 | دودمان روریک حدوداً در سال ۸۶۰ تأسیس شد. جایگاه بزرگ در رودخانه اوگرا در سال ۱۴۸۰ پایان حکومت مغول/تاتار بود. |
| رواندا                 | ۱ ژوئیه ۱۹۶۲             | ۱ ژوئیه ۱۹۶۲                            | بلژیک                      | مستعمره آلمان تا ۱۹۱۸،مستعمره بلژیک تا زمان استقلال |
| سنت کیتس و نویس        | ۱۹ سپتامبر ۱۹۸۳          | ۱۹ سپتامبر ۱۹۸۳                         | بریتانیا                   | مستعمره سابق بریتانیا |
| سنت لوسیا              | ۲۲ فوریه ۱۹۷۹            | ۲۲ فوریه ۱۹۷۹                           | بریتانیا                   | مستعمره فرانسه تا سال ۱۸۱۴،مستعمره بریتانیا تا زمان استقلال |
| سنت وینسنت و گرنادین‌ها | ۲۷ اکتبر ۱۹۷۹            | ۲۷ اکتبر ۱۹۷۹                           | بریتانیا                   | مستعمره فرانسه تا از سال ۱۷۱۹ تا سال۱۷۶۳،مستعمره بریتانیا تا سال ۱۷۷۹ و دوباره مستعمره فرانسه تا سال ۱۷۸۳ و مستعمره بریتانیا تا زمان استقلال |
| ساموآ                  | ۱۹۶۲                     | ۱۹۶۲                                    | بریتانیا                   | مستعمره آلمان تا سال ۱۹۱۴،جزوی از خاک نیوزیلند تا زمان استقلال |
| سان مارینو             | ۳۰۱                      | ۱۹۴۵                                    | متحدان جنگ جهانی دوم       | قبلاً توسط امپراتوری روم اشغال شده بود، و به طور خلاصه توسط ریمینی (۱۵۰۳) و ایالات پاپی (۱۷۳۹). |
| سائوتومه و پرنسیپ      | ۱۹۷۵                     | ۱۹۷۵                                    | پرتغال                     | مستعمره سابق پرتغال |
| عربستان سعودی          | ۱۷۴۴                     | ژانویه ۱۹۱۹                             | امپراتوری عثمانی           | دولت نخست عربستان سعودی ۱۷۴۴-۱۸۱۸;آخرین نیروهای عثمانی که از مدینه بیرون رانده شدند توسط پادشاهی حجاز در ۱۹۱۹;حجاز در سال ۱۹۲۶ به پادشاهی حجاز و نجد، به علت پیشروی عربستان سعودی ملحق شد. |
| سنگال                  | ۱۹۶۰                     | ۱۹۶۰                                    | فرانسه                     | مستعمره سابق فرانسه |
| صربستان                | ۸۵۰                      | ۱۹۴۵                                    | آلمان                      | ولاستیمیر در سال ۸۵۰ دولت صربستان را تأسیس کرد.استقلال از امپراتوری عثمانی در سال ۱۸۱۷، هسته یوگسلاوی از ۱۹۱۸ تا ۲۰۰۳ را تشکیل داد. |
| سیشل                   | ۱۹۷۶                     | ۱۹۷۶                                    | بریتانیا                   | مستعمره فرانسه تا سال ۱۷۹۴،مستعمره بریتانیا تا زمان استقلال |
| سیرالئون               | ۱۹۶۱                     | ۱۹۶۱                                    | بریتانیا                   | مستعمره سابق بریتانیا |
| سنگاپور                | ۱۹۶۵                     | ۱۹۶۵                                    | بریتانیا                   | بخشی از مالزی از ۱۹۶۳ تا ۱۹۶۵ |
| اسلواکی                | ۱ ژانویه ۱۹۹۳            | ۱ ژانویه ۱۹۹۳                           | چکسلواکی                   | |
| اسلوونی                | ۱۹۹۱                     | ۱۹۹۱                                    | یوگسلاوی                   | |
| جزایر سلیمان           | ۱۹۷۸                     | ۱۹۷۸                                    | بریتانیا                   | مستعمره سابق بریتانیا قبلا توسط ژاپن و آمریکا در جنگ جهانی دوم اشغال شده بود. |
| سومالی                 | ۱۹۶۰                     | ۱۹۶۰                                    | بریتانیا و ایتالیا         | مستعمره سابق ایتالیا و بریتانیا |
| آفریقای جنوبی          | ۱۱ دسامبر ۱۹۳۱           | ۱۱ دسامبر ۱۹۳۱                          | بریتانیا                   | قلمرو بریتانیا تا 1910، اساسنامه وست مینستر 1931. |
| کره جنوبی              | ۲۳۳۳                     | ۱۵ اوت ۱۹۴۸                             | ایالات متحده آمریکا        | جین در قرن ۳ قبل از میلاد تأسیس شد. دولت مدرن در سال ۱۹۴۸ پس از حکومت نظامی ارتش ایالات متحده از سال ۱۹۴۵ تأسیس شد. قبلاً توسط ژاپن (۱۹۱۰-۱۹۴۵) اشغال شده بود. |
| اسپانیا                | ۱۴۷۹                     | ۱۸۱۴                                    | فرانسه                     | اتحاد پادشاهی آراگون با کاستیا در ۱۴۷۹.قبلاً توسط امپراتوری روم و فرانسه اشغال شده بود. |
| سری‌لانکا               | ۱۹۴۸                     | ۱۹۷۲                                    | بریتانیا                   | مستعمره پرتغال تا سال ۱۶۵۸،مستعمره هلند تا سال ۱۷۹۵،مستعمره بریتانیا تا زمان استقلال |
| سودان                  | ۱۹۵۶                     | ۱۹۵۶                                    | بریتانیا و مصر             | مستعمره سابق بریتانیا و مصر |
| سورینام                | ۱۹۷۵                     | ۱۹۷۵                                    | هلند                       | |
| اسواتینی               | ۱۹۶۸                     | ۱۹۶۸                                    | بریتانیا                   | جزوی از خاک آفریقای جنوبی تا سال ۱۸۹۹،مستعمره بریتانیا تا زمان استقلال |
| سوئد                   | نامشخص                   | ۶ ژوئن ۱۵۲۳                             | دانمارک                    | تاریخ دقیقی برای ادغام سوئد وجود ندارد. در اتحاد کالمار از ۱۳۹۷ تا ۱۵۲۳. |
| سوئیس                  | ۱۲۹۱                     | ۱۸۱۵                                    | اتریش                      | کنفدراسیون کهن سوئیس در سال ۱۲۹۱ تشکیل شد. در ۱۷۹۸ توسط فرانسه اشغال شد، سپس در ۱۸۱۳ توسط اتریش. در ۱۸۱۵ کنگره وین استقلال را بازگرداند. |
| سوریه                  | ۱۹۲۰                     | ۲۸ سپتامبر ۱۹۶۱                         | جمهوری متحده عربی          | |
| تاجیکستان              | ۱۹۹۱                     | ۱۹۹۱                                    | اتحاد جماهیر شوروی         | |
| تانزانیا               | ۱۹۶۱                     | ۱۹۶۱                                    | بریتانیا                   | |
| تایلند                 | ۱۲۳۸                     | ۱۷۶۸                                    | برمه                       | استقلال از امپراتوری خمر در ۱۲۳۸ میلادی |
| تیمور شرقی             | ۲۸ نوامبر ۱۹۷۵           | ۲۰ مه ۲۰۰۲                              | اندونزی                    | قسمتی از اندونزی از ۱۹۷۵ تا ۲۰۰۲. |
| توگو                   | ۱۹۶۰                     | ۱۹۶۰                                    | فرانسه                     | مستعمره آلمان تا سال ۱۹۱۶،تقسیم کشور به دو بخش شرقی و غربی که بخش شرقی جزو فرانسه و بخش غربی جزو بریتانیا شد. بخش غربی در سال ۱۹۵۷ به غنا پیوست و بخش شرقی در سال ۱۹۶۰ اعلام استقلال کرد. |
| تونگا                  | ۱۹۷۰                     | ۱۹۷۰                                    | بریتانیا                   | مستعمره سابق بریتانیا |
| ترینیداد و توباگو      | ۱۹۶۲                     | ۱۹۶۲                                    | بریتانیا                   | |
| تونس                   | ۸۱۴                      | ۱۹۵۶                                    | فرانسه                     | |
| ترکیه                  | ۱۰۳۷                     | ۱۲۴۳                                    | امپراتوری مغول             | تاسیس سلجوقیان در ۱۰۳۷; در سال ۱۲۴۳ نبرد کوسه داغ فتح شد. |
| ترکمنستان              | ۱۹۹۱                     | ۱۹۹۱                                    | اتحاد جماهیر شوروی         | |
| تووالو                 | ۱۹۷۸                     | ۱۹۷۸                                    | بریتانیا                   | |
| اوگاندا                | ۱۹۶۲                     | ۱۹۶۲                                    | بریتانیا                   | مستعمره سابق بریتانیا |
| اوکراین                | ۸۸۲                      | ۱۹۹۱                                    | اتحاد جماهیر شوروی         | |
| امارات متحده عربی      | ۱۹۷۱                     | ۱۹۷۱                                    | بریتانیا                   | |
| بریتانیا               | ۸۴۳                      | -نداشته‌است(بدون فتح کل جزیره بریتانیا)- | -نداشته‌است-                | اتحاد پادشاهی اسکاتلند در ۸۴۳، اتحاد پادشاهی انگلستان در قرن دهم،مصوبه‌های ۱۷۰۷ اتحاد انگلستان و اسکاتلند،افزودن پادشاهی ایرلند در ۱۸۰۱ (فقط ایرلند شمالی از ۱۹۲۲).اشغال های جزئی توسط نورمن ها،وایکینگ ها و رومی ها.                                                                                              |
| ایالات متحده آمریکا    | ۴ ژوئیه ۱۷۷۶             | ۱۷۸۱                                    | بریتانیا                   | |
| اروگوئه                | ۱۸۱۵                     | ۲۷ اوت ۱۸۲۸                             | برزیل                      | مستقل ۱۸۱۵-۱۸۲۰ به عنوان لیگ فدرال. اشغال ۱۸۲۰ توسط پرتغال/برزیل تا ۱۸۲۸ پیمان مونته ویدئو |
| ازبکستان               | ۱۹۹۱                     | ۱۹۹۱                                    | اتحاد جماهیر شوروی         | |
| وانواتو                | ۱۹۸۰                     | ۳۰ ژوئیه ۱۹۸۰                           | فرانسه و بریتانیا          | مالکیت مشترک انگلیسی-فرانسوی تا زمان استقلال |
| واتیکان                | ۷۵۶                      | ۱۱ فوریه ۱۹۲۹                           | ایتالیا                    | مستقل به عنوان ایالات پاپی از ۷۵۶ تا ۱۸۷۰; بخشی از ایتالیا تا سال ۱۹۲۹ پیمان لاتران |
| ونزوئلا                | ۵ ژوئیه ۱۸۱۱             | ۱۳ ژانویه ۱۸۳۰                          | کلمبیای بزرگ               | مستعمره سابق اسپانیا |
| ویتنام                 | ۲۸۷۹                     | ۱۹۵۴                                    | فرانسه                     | طبق افسانه، کنفدراسیون وان لانگ در سال ۲۸۷۹ قبل از میلاد به وجود آمد. بعداً تحت تسلط چین و ژاپن قرار گرفت.کنفرانس ۱۹۵۴ ژنو به اشغال فرانسه پایان داد. |
| یمن                    | ۱ نوامبر ۱۹۱۸            | ۳۰ نوامبر ۱۹۶۷                          | بریتانیا                   | استقلال یمن شمالی از امپراتوری عثمانی در ۱۹۱۸ و یمن جنوبی از انگلستان در ۱۹۶۷; اتحاد در ۱۹۹۰ |
| زامبیا                 | ۱۹۶۴                     | ۱۹۶۴                                    | بریتانیا                   | مستعمره سابق بریتانیا |
| زیمبابوه               | ۱۹۸۰                     | ۱۹۸۰                                    | بریتانیا                   | مستعمره سابق بریتانیا |

## بنمایگان
1. 1 2 3 4 5 6 7 8 9 10 11 12 13 14 15  Please use the ویکی‌پدیا:Manual of Style (dates and numbers) for dates
2. 1 2  lihu Lauterpacht
Editor H. Lauterpacht (1958). International Law Reports. Vol. ۲۲. Cambridge University Press. p. 147. ISBN 9780949009364. {{cite book}}: |author= has generic name (help); line feed character in |author= at position 17 (help)نگهداری CS1: پست اسکریپت (link).
3. ↑  1935 Constitution of the Republic of the Philippines بایگانی‌شده  در ۲۲ مه ۲۰۰۹ توسط Wayback Machine, CorpusJuris.com
4. ↑  «CIA Factbook». بایگانی‌شده از اصلی در ۲۹ ژوئن ۲۰۱۱. دریافت‌شده در ۱۶ ژانویه ۲۰۱۱.
5. ↑  "COUNTRY PROFILE: PHILIPPINES" (PDF). U.S. Library of Congress – Federal Research Division. 2006. {{cite journal}}: Cite journal requires |journal= (help); Unknown parameter |month= ignored (help)نگهداری CS1: پست اسکریپت (link) asserts, "The Philippines attained independence from Spain on June 12, 1898, and from the United States on July 4, 1946.", implying that the cession of the Philippines to the U.S. by Spain on December 10, 1898 via the Treaty of Paris was invalid. Other sources (e.g. The CIA Factbook بایگانی‌شده  در ۱۹ ژوئیه ۲۰۱۵ توسط Wayback Machine) assert that the philippine islands were ceded to the US by Spain in 1898 following the Spanish-American War.
6. ↑  Republic of the Philippines بایگانی‌شده  در ۹ ژوئن ۲۰۱۰ توسط Wayback Machine, Philippine Government website.
7. ↑  "Convention regarding the boundary between the Philippine Archipelago and the State of North Borneo" (PDF). United Nations Treaty Collection. January 2, 1930 and July 6, 1932. Archived from the original (PDF) on 28 July 2011. Retrieved 16 January 2011. {{cite journal}}: Cite journal requires |journal= (help); Check date values in: |date= (help)نگهداری CS1: پست اسکریپت (link)
8. ↑  Bautista, Lowell B. (3 September 2009). "The Historical Context and Legal Basis of the Philippine Treaty Limits" (PDF). Aegean Review of the Law of the Sea and Maritime Law. ۱: ۲۱. doi:10.1007/s12180-009-0003-5. ISSN (Print) 1864-9629 (Online) 1864-9610 (Print) 1864-9629 (Online). Archived from the original (PDF) on 11 October 2010. Retrieved 16 January 2011. The Boundaries Treaty of 1930 clarifies those islands in the region belonging to U.S. and those to the State of North Borneo and delimits the boundary between the Philippine Archipelago (under U.S. sovereignty)
and the State of North Borneo (under British protection). [...] When the Boundaries Treaty of 1930 was finalized, an exchange of notes supplemented the Treaty. Pursuant to the notes, sovereignty over these islands was transferred to the U.S. , and it was agreed that Great Britain should continue to administer these islands until the U.S. gave notice to the contrary. {{cite journal}}: Check |issn= value (help); External link in |author= (help); line feed character in |quote= at position 211 (help)نگهداری CS1: پست اسکریپت (link)[۷]
9. ↑  "Russia Recognizes Independence of Georgian Regions (Update2)". Bloomberg. ۲۰۰۸-۰۸-۲۶. Retrieved 2008-08-26.
10. ↑  The government of the Taiwan, which currently administers Taiwan, was the generally recognized sovereign power over Mainland China beginning in 1 January 1912 (also the first year of the Taiwanese calendar «民國»). Sovereign control of Taiwan by this government began on 25 October 1945 (Retrocession Day).
11. ↑  The PRC acquired دوفاکتو control in سرزمین اصلی چین on 1 October 1949. The Republic of China continued to be generally recognized as the legitimate government of China until 25 October 1971, when the PRC was admitted to the United Nations. Currently, due to the PRC's One-China policy, only 25 states recognize the Republic of China, although many more retain unofficial relations.
12. ↑  International reaction to the 2008 Kosovo declaration of independence
13. ↑  Spain, britannica.com
14. ↑  In order to reflect the loss of Southern Ireland, the full name of the United Kingdom was changed from United Kingdom of Great Britain and Ireland to United Kingdom of Great Britain and ایرلند شمالی through the Royal and Parliamentary Titles Act 1927
15. ↑  Profile: Republic of Vanuatu, U.S. Department of State
16. ↑  An Outline of the People's Republic of Albania. 8 Nëntori. 1978. p. ۴۷.
17. ↑  Shillington, Kevin (2005). Encyclopedia of African history. CRC Press. p. ۶۰. ISBN 1579584535.
18. ↑  Blaustein, Albert P. (1977). Independence documents of the world. Brill Archive. p. ۱۱. ISBN 0379007940. {{cite book}}: Unknown parameter |coauthors= ignored (|author= suggested) (help)
19. ↑  Whittlesey, Derwent (1934). "Andorra's Autonomy". The Journal of Modern History. ۶ (۲): ۱۴۷–۱۵۵. doi:۱۰٫۱۰۸۶/۲۳۶۱۱۳. {{cite journal}}: Check |doi= value (help); Unknown parameter |month= ignored (help)نگهداری CS1: پست اسکریپت (link)
20. ↑  Archambault, G.H. (Nov 16, 1944). "Andorra Occupied by French Police; De Gaulle Acts Under Historic Authority to Keep Order in Pyrenees Republic". New York Times. p. ۵. Retrieved April 25, 2009.
21. ↑  "1975: Divided Angola gets independence". BBC On This Day. ۱۹۷۵-۱۱-۱۱. Retrieved 2009-07-04.
22. ↑  "Background Note: Antigua and Barbuda". US Department of State. Archived from the original on 14 August 2007. Retrieved 2009-07-04.
23. ↑  "Congress of Tucumán". Encyclopædia Britannica. Retrieved 2009-07-04.
24. ↑  "Armenia: Independence". Britannica.com. Retrieved 2009-08-17.
25. ↑  "Statute of Westminster Adoption Act 1942". National Archives of Australia: Documenting a Democracy. Archived from the original on 4 July 2012. Retrieved April 19, 2009.
26. ↑  "Austria". Encyclopedia.com. Retrieved 2009-07-19.
27. ↑  "Vienna". Encyclopædia Britannica. Retrieved 2009-05-11.
28. ↑  "Azerbaijan". Encyclopedia.com. Retrieved 2009-05-11.
29. ↑  Kurian, George Thomas (1987). The Encyclopedia of the Third World. Vol. ۱ (3rd ed.). Facts on File. p. ۱۱۵. ISBN 0816011184.
30. ↑  "Bangladesh". Encyclopedia.com.
31. ↑  "Background Note: Belize". US Department of State.
32. ↑  "Background Note: Benin". US Department of State. Archived from the original on 31 May 2012. Retrieved 16 January 2011.
33. ↑  Rose, Leo E. (1977). The Politics of Bhutan. Ithaca: Cornell University Press. p. ۲۴. ISBN 0-8014-0909-8. [T]here can be no doubt that since at least the tenth century no external power has controlled Bhutan, although there have been periods when various of its neighbors have been able to exert a strong cultural and/or political influence there.
34. ↑  "Botswana". Encyclopedia.com. Retrieved 2009-07-18.
35. ↑  "Brazil". Encyclopedia.com. Retrieved 2009-07-18.
36. ↑  "Bulgaria". Encyclopedia.com. Retrieved 2009-07-19.
37. ↑  "Burkina Faso". Encyclopedia.com. Retrieved 2009-07-18.
38. ↑  Tucker, Spencer (1999). Vietnam. Routledge. pp. ۱۹۶–۱۹۷. ISBN 1857289226.
39. ↑  "Statute of Westminster: Canada's Declaration of Independence". The Canadian Encyclopedia. Archived from the original on 4 December 2011. Retrieved April 19, 2009.
40. ↑  "Background Note: Cape Verde". U.S. Department of State. June 2008. Archived from the original on 22 June 2020. Retrieved 26 July 2009.
41. ↑  "1131 years since the first international recognition of Croatia". Katarina Tadić. May 14, 2010. Retrieved January 4, 2011.
42. ↑  "Estonian Declaration of Independence, 24 February 1918". President of the Republic of Estonia. Archived from the original on 22 May 2009. Retrieved 2009-07-19.
43. ↑  Campbell Robertson; Stephen Farrell (December 31, 2008), Green Zone, Heart of U.S. Occupation, Reverts to Iraqi Control, The New York Times
44. ↑  "November 18, 1918 – Proclamation of Latvia's independence". LETA. Archived from the original on 29 October 2008. Retrieved 2009-07-19.
45. ↑  "Colonization". The African-American Mosaic. Library of Congress. July 5, 2005. Retrieved 2009-04-25. Liberia... was neither a sovereign power nor a bona fide colony of any sovereign nation.... the United States refused to claim sovereignty over Liberia.
46. ↑  "About Lithuania". Embassy of the Republic of Lithuania to the United States of America. Archived from the original on 4 March 2010. Retrieved 2009-07-19.
47. ↑  Rose, Leo E. (1970). The Politics of Nepal. Ithaca: Cornell University Press. p. xi. ISBN 0-8014-0574-2. Nepal is of special interest, partly because it is an Asian country that was never reduced to colonial status. {{cite book}}: Unknown parameter |coauthors= ignored (|author= suggested) (help)
48. ↑  "New Zealand Parliament - New Zealand sovereignty: 1857, 1907, 1947, or 1987?". New Zealand Parliament Research Papers. Archived from the original on 23 April 2012. Retrieved April 19, 2009.
49. ↑  «네이버 백과사전». بایگانی‌شده از اصلی در ۱ ژوئیه ۲۰۱۲. دریافت‌شده در ۱۶ ژانویه ۲۰۱۱.
50. ↑  "Paraguay". Britannica.com. Retrieved 2009-06-26.
51. ↑  Independence recognized via the Treaty of Manila (1946).
52. ↑  Sovereignty passed from Spain to the U.S. via the Treaty of Paris (1898).
53. ↑  Hadenius, S; Nilsson, T and Åselius, G. (1996). Sveriges historia: vad varje svensk bör veta (Swedish history:
what every Swede Should Know), p. 13: "Hur och när det svenska riket uppstod vet vi inte. Först under 1100-talet börjar skriftliga dokument produceras i Sverige i någon större omfattning [...] «»How and when the Swedish kingdom appeared is not known. It is not until the 12th century that written documents begin to be produced in Sweden in any larger extent [...]"
54. ↑  Köprülü, Mehmet Fuat (1992). The origins of the Ottoman empire. SUNY Press. p. ۳۳. ISBN 0-7914-0819-1. It can be said that this war had a decisive effect on the fate of the Seljuk Empire. Afterwards Anatolia fell, in effect, under Mongol rule; although the peace which was made — on condition that a heavy annual tax be paid to the Mongols — left a theoretical semi-independence to the Seljuk sultan. {{cite book}}: Unknown parameter |coauthor= ignored (|author= suggested) (help)